# Harrison Ford
Vous lisez un « article de qualité » labellisé en 2008.
Pour les articles homonymes, voir Ford (homonymie).
Cet article concerne l'acteur américain né en 1942. Pour l'acteur américain de cinéma muet (1884-1957), voir Harrison Ford (cinéma muet).
Harrison Ford (/ˈhæɹəsən fɔɹd/) est un acteur américain, né le 13 juillet 1942 à Chicago (Illinois).
Durant sa carrière, il a reçu de nombreuses distinctions, dont deux Saturn Awards, un People's Choice Awards, un César d'honneur, un AFILAA et une Palme d'honneur au Festival de Cannes 2023. Il a en outre bénéficié d'une nomination aux Oscars et de quatre nominations aux Golden Globes.
Sa collaboration avec George Lucas, le premier qui lui a donné l'occasion de s'affirmer en tant qu'acteur avec American Graffiti (1973), lui permet d'accéder au rang de vedette internationale avec les rôles de Han Solo dans la trilogie originelle de Star Wars (de 1977 à 1983) et d’Indiana Jones (de 1981 à 2023). Parallèlement, il collabore avec de grands cinéastes : Francis Ford Coppola le dirige dans Conversation secrète (1974) et Apocalypse Now (1979) ; Ridley Scott lui confie le rôle de Rick Deckard dans l'ambitieux film de science-fiction à caractère expérimental Blade Runner en 1982.
À partir des années 1980, il s'impose par ailleurs dans un registre plus réaliste en étant la tête d'affiche de Witness (1985) et Mosquito Coast (1986) de Peter Weir, Frantic (1988) de Roman Polanski, Working Girl (1988) et À propos d'Henry (1991) de Mike Nichols puis Présumé innocent (1990) d'Alan J. Pakula. Il revient ensuite au cinéma d'action : d'abord en succédant à Alec Baldwin dans le rôle de Jack Ryan pour Jeux de guerre (1992) et Danger immédiat (1994), puis en interprétant le docteur Richard Kimble face à Tommy Lee Jones dans Le Fugitif (1993), grand succès critique et commercial. Il incarne également le président des États-Unis dans Air Force One (1997). Il porte aussi le thriller militaire K-19 : Le Piège des profondeurs (2002), réalisé par Kathryn Bigelow.
Son statut d'acteur majeur du cinéma de divertissement américain lui vaut, en 1994, d'être consacré « star du siècle du box-office » par la National Association of Theatre Owners. En effet, les films dans lesquels il a tenu l'un des rôles principaux ont dégagé près de six milliards de dollars de recettes dans le monde. En outre, Sydney Pollack le dirige dans la comédie romantique Sabrina (1995) et le thriller L'Ombre d'un soupçon (1999). Après plusieurs échecs durant les années 2000, il reprend ses rôles mythiques en redevenant Indiana Jones en 2008 puis 2023 (Indiana Jones et le Royaume du crâne de cristal et Indiana Jones et le Cadran de la destinée  respectivement), Han Solo en 2015 (Star Wars, épisode VII : Le Réveil de la Force) et Rick Deckard en 2017 (Blade Runner 2049).
Dans le domaine de la conservation de la nature, Harrison Ford participe à la sensibilisation de l'opinion publique, notamment sur le cas critique de la déforestation des zones tropicales.

## Biographie

### Enfance
Harrison Ford naît en 1942 à Chicago d'un père catholique, Christopher Ford (1906-1999), et d'une mère juive, Dorothy Nidelman (1917-2004). Son grand-père paternel, John Fitzgerald Ford, est irlandais et sa grand-mère, Florence Veronica Niehaus, est allemande. Ses grands-parents maternels, Harry Nidelman et Anna Lifschutz, sont des immigrés juifs ashkénazes venus de Minsk, en Biélorussie. Sa mère est actrice de radio, avant de se consacrer à son foyer, tandis que son père est directeur publicitaire faisant occasionnellement l'acteur de radio comme sa femme.
Harrison et son frère Terence, né en 1945, grandissent dans une famille de la classe moyenne. Christopher et Dorothy Ford élèvent leurs enfants en « inventant » une éducation basée sur la combinaison de leurs convictions religieuses et culturelles respectives. Aujourd'hui, quand il est question de savoir quelle est sa religion, Harrison Ford répond avec humour : « démocrate ». Il dit également qu'il se sent « Irlandais en tant que personne mais Juif en tant qu'acteur ».

### Scolarité
Harrison Ford commence sa scolarité à l'école élémentaire Graeme Stewart. Celui que ses camarades appellent « Harry » est admis à la Maine East High School (en) en 1956. Élève moyen, il participe à toutes sortes de clubs au sein de l'établissement : président du club de sciences sociales, membre du club de modélisme ferroviaire, représentant du club des garçons de l'école et délégué de classe. À cette période, il effectue également ses premières prestations publiques en étant la voix de la radio du collège qui vient d'être créée. Par ailleurs, il intègre la troupe de danse de l'école ainsi que l'équipe de gymnastique pour une brève période.
En 1960, il quitte le lycée diplômé et intègre sous la pression de ses parents le Ripon College (en), dans le Wisconsin. Il fait partie de la fraternité Sigma Nu et étudie la littérature anglaise et la philosophie avec de piètres résultats. En troisième année, le mauvais élève qu'il est prend part aux cours d'art dramatique, pensant ainsi saisir l'opportunité d'obtenir facilement de bonnes notes : c'est le déclic, Harrison sait désormais ce qu'il veut faire de sa vie professionnelle. En 1964, à trois jours de la remise des diplômes, il apprend qu'il ne sera pas diplômé à cause de ses absences répétées. Il rentre en Illinois avec un sentiment de honte et d'humiliation.

### Années 1960: débuts professionnels
Malgré leur scepticisme pour la voie choisie par leur fils, les parents d'Harrison Ford l'encouragent. Sachant que ce n'est pas dans le Wisconsin qu'il pourra lancer sa carrière, il part pour Hollywood avec Mary Marquardt, une comédienne qu'il a rencontrée durant ses années d'études et qu'il épouse en 1964.
Une fois en Californie, les rôles ne se bousculent pas. Après une série de castings sans résultat, il se voit proposer par la Columbia Pictures un contrat de 150 dollars par semaine pour faire de petites apparitions à la télévision. Durant cette période, il échappe de peu à la mort lors d'un accident de voiture quand il perd le contrôle de son véhicule et percute un poteau. Sa cicatrice au menton, aujourd'hui l'un de ses signes distinctifs, constitue une séquelle de cet événement. Persévérant, en 1966, il apparaît pour la première fois au grand écran dans Un truand avec James Coburn, dans un rôle pour lequel il n'est pas crédité au générique. La même année, il échappe à un départ pour la guerre du Viêt Nam en simulant la folie. À la suite de cela, il écrit une lettre pseudo-philosophique aux autorités pour expliquer les raisons de son acte. En 1997, il précise que son objection de conscience « s'appuyait sur des principes philosophiques manifestés à l'université ».
En 1967, il obtient un deuxième rôle, toujours sans être crédité au générique, dans Luv. C'est finalement dans La Poursuite des tuniques bleues, la même année, que son nom apparaît pour la première fois à l'écran. Il est crédité sous le nom de « Harrison J. Ford » pour le différencier de l'ancien acteur de films muets portant le même nom que lui. Dans ces petits rôles, ses revenus sont modestes, ce qui est d'autant plus problématique que son épouse donne naissance à leur fils Benjamin. L'acteur accepte mal les petits rôles que la Columbia lui affecte, et il se voit dans l'impossibilité d'exprimer son jeu ainsi que sa personnalité. Son contrat est alors rompu sous prétexte de son manque de charisme et en raison de ses remarques successives sur la pauvreté des scénarios qui lui sont soumis. Il admet aujourd'hui ne pas avoir été très coopératif avec le studio, jugeant que cette arrogance lui a permis de croire en sa carrière et de cacher sa timidité, même s'il était alors à deux doigts d'abandonner cette voie. Peu de temps après, il s'engage avec Universal Pictures, qui lui donne de petits rôles dans des séries telles que Le Virginien ou L'Homme de fer. Ces petites apparitions demeurent insuffisantes pour subvenir aux besoins de sa famille. Il recherche donc une alternative au métier d'acteur.

### Années 1970: nouveau départ
En effectuant des travaux dans sa maison, Harrison Ford décide soudainement de devenir charpentier. Il renonce à devenir acteur et apprend à travailler le bois à travers les livres qu'il emprunte à la bibliothèque locale. Il trouve son premier travail de menuiserie au chantier d'un studio d'enregistrement pour le compositeur Sérgio Mendes. En parallèle de son nouveau métier, il accepte quelques petits rôles au cinéma (Zabriskie Point en 1970) ou dans la série télévisée (Gunsmoke en 1972). Durant cette période, sa femme donne naissance à leur deuxième fils, Willard.
Un contrat avec Columbia Pictures le rémunère alors de 115 dollars par semaine. À cette époque, Ford fait notamment la rencontre du couple de cinéastes français formé par Jacques Demy et Agnès Varda, avec qui il se lie d'amitié. Demy envisage notamment sérieusement de lui confier le rôle principal du premier film qu'il s'apprête à tourner aux États-Unis, Model Shop ; ses producteurs l'en empêchent et engagent à son insu un acteur plus expérimenté. Des décennies plus tard, Varda fait apparaître brièvement Ford dans ses documentaires L'Univers de Jacques Demy (1995) et Les Plages d'Agnès (2008),.
Au fil de ses rencontres, il s'est fait un ami en la personne de Fred Roos, le directeur de casting d'Universal, chez qui il fait régulièrement des travaux. Alors qu'il termine un chantier au Samuel Goldwyn Studio, Fred Roos lui présente un jeune réalisateur encore inconnu, George Lucas. Peu de temps après, ce dernier fait appel au menuisier charpentier pour faire des travaux d'aménagement chez lui. Cette rencontre est déterminante pour la carrière d'acteur de Harrison Ford .

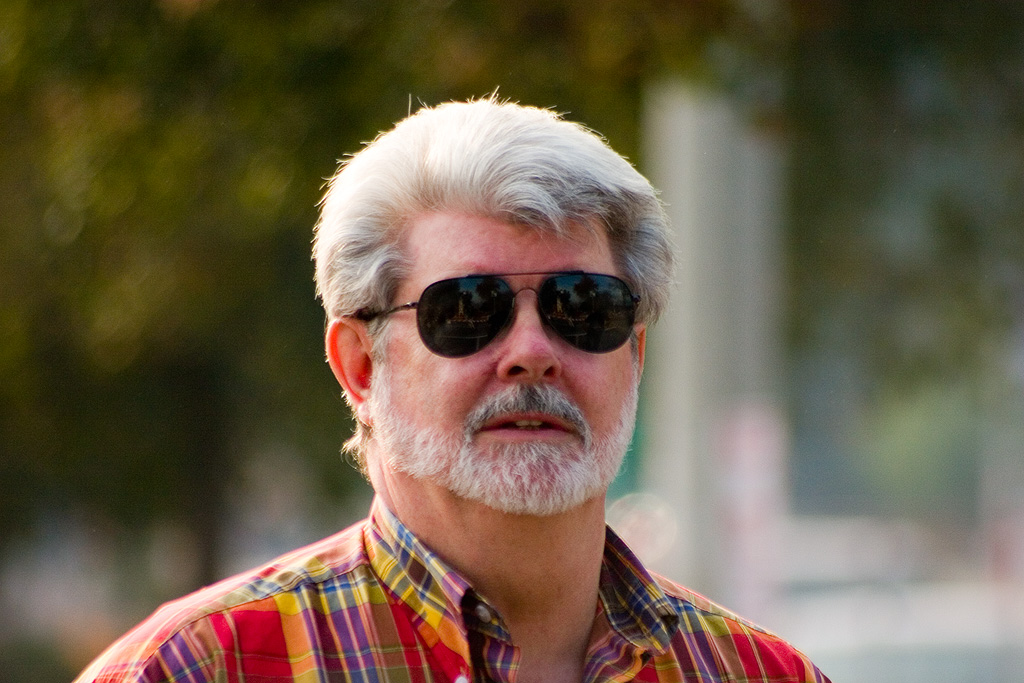
George Lucas (ici en 2006) lance pour de bon la carrière de Harrison Ford en lui donnant un rôle dans American Graffiti (film de 1973).

En 1972, George Lucas propose à Ford le rôle du féru de vitesse Bob Falfa dans son prochain film, American Graffiti. Il accepte, car il juge le rôle suffisamment important pour s'impliquer dans la réussite du film. Pour tourner ses scènes, il doit se couper les cheveux ; craignant de ne pas pouvoir honorer les propositions de tournage supplémentaires qui pourraient lui parvenir, il suggère à George Lucas d'affubler Bob Falfa d'un chapeau de cow-boy. Le film sort durant l'été 1973 et engrange plus de 21 millions de dollars lors de sa première exploitation en salle. Malgré ce succès, Harrison Ford, alors âgé de trente ans, reprend son activité de charpentier car le cachet de 600 dollars qu'il touche pour le tournage de ce film est insuffisant pour faire vivre sa famille. Sa motivation à faire carrière dans le cinéma est réanimée.
Il reprend donc son travail, tout en acceptant d'autres petits rôles. Francis Ford Coppola, pour qui il a également travaillé comme artisan, lui propose un rôle dans son film Conversation secrète avec Gene Hackman en vedette. Il devait tenir le rôle de Mark : au dernier moment, Frederic Forrest obtient le rôle. Harrison Ford, qui récupère finalement le personnage de Martin Stett, en est furieux. Pourtant grâce à ce rôle, le jeune acteur commence à faire parler de lui à Hollywood.
Jusqu'en 1976, il obtient quelques rôles à la télévision et vit plutôt bien de sa double activité. Pendant des travaux effectués chez George Lucas, celui-ci lui demande de donner la réplique aux acteurs lors du casting pour son prochain film. Une audition que le réalisateur, souhaitant travailler avec de nouveaux visages, lui refuse. Pourtant, après quelques répliques, Lucas tient son acteur pour le rôle de Han Solo.
Après Star Wars, épisode IV : Un nouvel espoir, Harrison Ford tourne plus régulièrement qu'auparavant grâce au statut qu'il vient d'acquérir. Il est engagé pour le film Héros qui est réalisé par Jeremy Kagan, un ami de George Lucas. Il a pour partenaire Henry Winkler et campe Ken Boyd, un jeune homme avec des rêves plein la tête. Les critiques saluent son jeu, dans un personnage qu'il avoue adorer. Ce film passe inaperçu et ne lui permet pas d'accentuer sa notoriété.
Le besoin d'argent se faisant toujours ressentir, il obtient l'un des rôles principaux de L'ouragan vient de Navarone, la suite des Canons de Navarone. Le film, sorti en 1978 et dans lequel il partage l'affiche avec Robert Shaw, est un échec aux États-Unis. Le nom de la nouvelle vedette attire le public en France, ce qui permet à L'ouragan vient de Navarone de faire un nombre d'entrées proche du million.
L'année suivante sort Apocalypse Now de Francis Ford Coppola, où il apparaît dans une seule séquence. Il interprète le colonel Lucas qui transmet l'ordre de mission du capitaine Willard, joué par Martin Sheen. Bien que ce film sorte en 1979, Harrison Ford a en fait tourné sa scène durant l'année 1976, avant d'être connu pour son rôle de Han Solo.
Cette même année sort Guerre et Passion de Peter Hyams. Il y interprète David Halloran, un pilote américain posté en Angleterre pendant la Seconde Guerre mondiale, qui tombe amoureux d'une infirmière anglaise et qui a pour mission d'escorter en France un agent du service de renseignements britannique s'avérant être le mari de celle-ci. Ce rôle lui permet d'expérimenter son jeu pour la première fois dans des genres romantique et dramatique.
Son film suivant est Le Rabbin au Far West, une comédie de Robert Aldrich. Initialement prévu pour John Wayne, le rôle du cow-boy Tommy est accepté par Harrison Ford sous la « gentille pression » de son fils Willard. C'est également pour lui l'occasion de retrouver les tournages américains après deux films en Angleterre. Il joue aux côtés de Gene Wilder, un acteur qui a collaboré à plusieurs reprises avec Mel Brooks. La comédie n'étant pas le domaine de prédilection du réalisateur, le film ne répond pas aux attentes qu'on y avait placées, mais attire tout de même plus que Guerre et Passion.
Il reprend ensuite son rôle de Bob Falfa pour une petite apparition non créditée dans la suite de American Graffiti. La consécration arrive par ses prestations dans la suite de la saga Star Wars puis se confirme avec les aventures d'Indiana Jones.

### Années 1980: consécration

#### Star Wars
En 1976, malgré ses réticences à voir jouer des inconnus dans le film, la 20th Century Fox accepte qu'Harrison Ford soit choisi pour incarner Han Solo dans ce qui sera une des plus grandes sagas du cinéma : Star Wars. Il obtient le rôle face à la concurrence de Kurt Russell, Nick Nolte, Christopher Walken, Al Pacino ou Richard Dreyfuss. George Lucas juge Harrison Ford plus à même d'incarner un personnage disposant d'une dimension cynique, qui tranche avec celle des personnages de Luke Skywalker ou Leia Organa. C'est également un personnage plus âgé que les autres, à l'exception notable de celui joué par Alec Guinness, un acteur britannique dont la présence compense un casting composé d'acteurs inconnus. La prise de risque paraît étonnante pour un film d'une telle envergure. Pensant jouer dans un film pour enfants, les acteurs ont du mal à interpréter leur rôle sérieusement et multiplient les pitreries.
Avec un salaire de 650 000 dollars, ce film permet enfin à Ford d'abandonner son métier de charpentier et de se concentrer pleinement sur sa carrière artistique. Malgré l'échec prématurément annoncé par la Fox, Star Wars est un énorme succès et fait de l'acteur la nouvelle coqueluche du public, lui apportant enfin, à trente-cinq ans, la consécration.
Le film donne lieu à deux suites dans lesquelles il reprend le rôle. Dans L'Empire contre-attaque, son jeu de comédien prend une nouvelle dimension avec l'évolution dramatique du rôle de Han Solo, liée à la fois à sa relation amoureuse avec Leia et à sa position inconfortable face à la trahison de son ami, Lando Calrissian. Juste avant qu'il soit congelé dans la carbonite, la princesse lui déclare son amour et il doit répliquer « Je t'aime aussi ». Voyant le résultat peu convaincant, Irvin Kershner, le réalisateur, lui demande d'improviser. Il change donc la réplique en « Je sais… », qui restera indissociable de son personnage. Le fait que Solo soit plongé dans la carbonite constitue en outre une alternative pour les scénaristes si Harrison Ford refuse de jouer dans le troisième volet de la saga. En effet, George Lucas n'est pas assuré que sa vedette accepte de reprendre à nouveau le rôle après son succès dans Les Aventuriers de l'arche perdue.
Sa participation est finalement confirmée. Dans Le Retour du Jedi, le manque de profondeur de son personnage ne lui permet pas d'exploiter le début du film qui est pourtant consacré à sa libération. Pour compenser cette faiblesse, il souhaite une mort héroïque pour Han Solo, afin qu'il puisse retrouver la stature des épisodes précédents. George Lucas refuse.
Trente-deux ans plus tard, en 2015, l'acteur reprend le rôle de Han Solo dans Star Wars, épisode VII : Le Réveil de la Force, le premier opus de la troisième trilogie de la saga, réalisé par J. J. Abrams, où il obtient finalement la mort de son personnage.

#### Indiana Jones

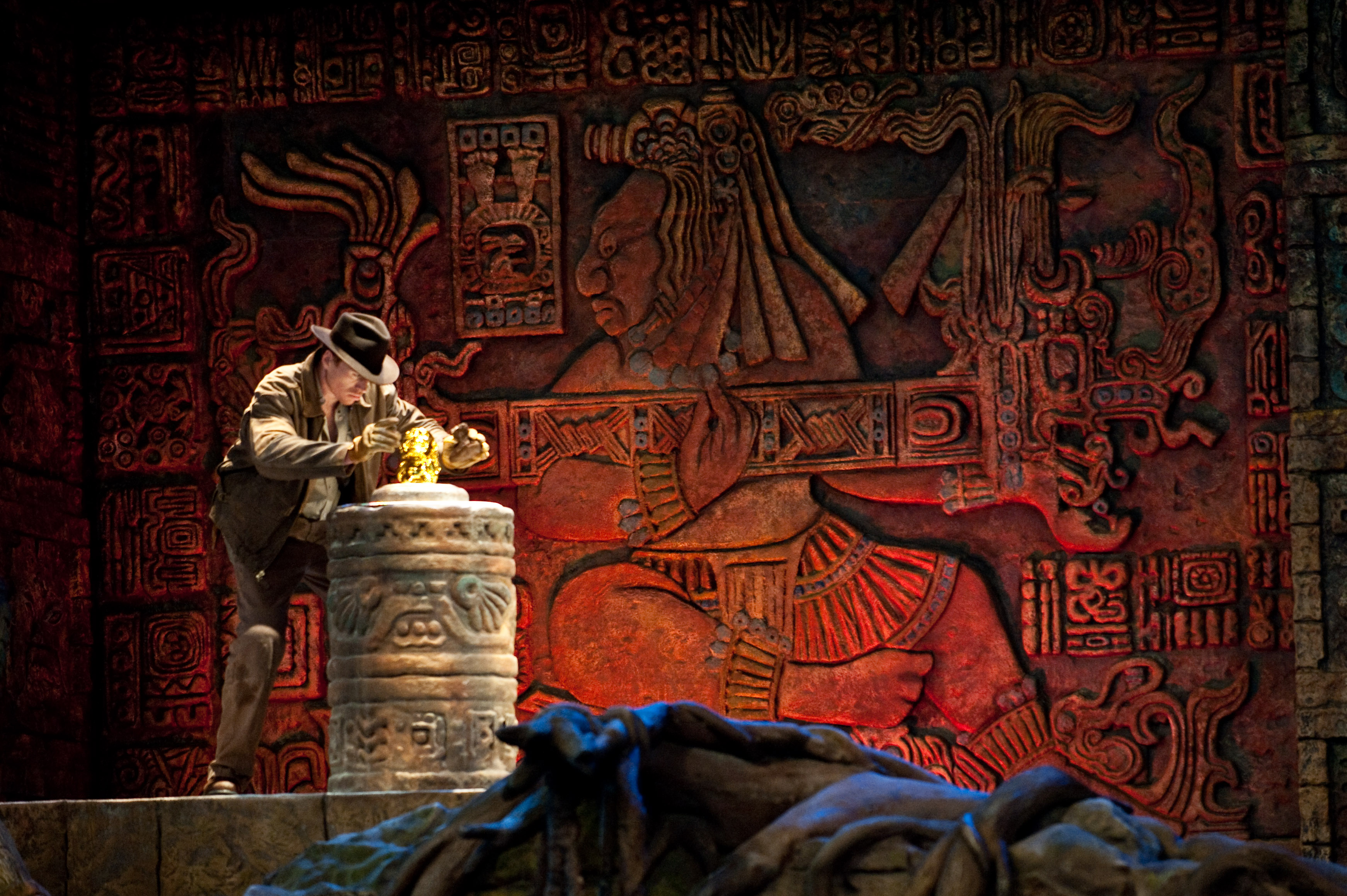
Une scène montrant Harrison Ford en Indiana Jones, reproduisant celle du film Les Aventuriers de l'arche perdue au Disney's Hollywood Studios (2009).

À la fin des années 1970, les cinéastes George Lucas et Steven Spielberg travaillent sur leur prochaine production : un film rendant hommage aux serials de leur enfance. Pour ce projet, Spielberg pense immédiatement à Harrison Ford pour jouer le héros digne d'Allan Quatermain, mais Lucas y est opposé. En effet, en plus de n'être toujours pas favorable à l'idée de reprendre un acteur qu'il a déjà fait jouer (« Je ne veux pas en faire mon Robert De Niro ! », référence au lien qu'entretient De Niro avec Martin Scorsese), il craint qu'une confusion soit faite entre ce nouveau personnage et Han Solo. Plusieurs acteurs sont alors approchés pour le rôle. C'est finalement Tom Selleck qui est choisi pour incarner l'aventurier : ce dernier refuse le rôle, à cause de son contrat qui le lie à la série Magnum. Profitant de ce faux bond, Steven Spielberg persuade George Lucas qu'« Indy » est un personnage taillé pour Harrison Ford. L'acteur et le réalisateur sont mis en relation par George Lucas et, malgré son hésitation à signer pour trois films, l'acteur accepte l'offre. Indiana Jones est né.
Pour jouer l'aventurier, l'acteur doit apprendre à manier le fouet. Il lui faut se préparer physiquement pour un tournage éprouvant. Il arbore pour Indy le style typique de l'aventurier, avec une barbe de trois jours et un vieux blouson de cuir, sans oublier ce qui deviendra ses signes distinctifs : le Borsalino usé et le fouet. Il campe ainsi un personnage « multi-facettes » : tantôt courageux puis romantique, drôle ou encore fragile.
Le tournage des Aventuriers de l'arche perdue est éprouvant pour toute l'équipe. Lors de la scène de bagarre contre un mécanicien nazi, l'avion roule sur la jambe de Harrison Ford. Il se retrouve avec un ligament déchiré au fin fond de la Tunisie. Au lieu de la soigner, sa jambe est simplement bandée pour qu'il puisse continuer à tourner. Plus tard, il se blesse de nouveau sérieusement aux côtes en voulant assurer lui-même la cascade où Indiana est tiré au sol par un camion. Dans la scène où le docteur Jones affronte un guerrier le menaçant d'un sabre, pour laquelle était prévu un combat élaboré qui avait nécessité une longue préparation, l'acteur, au moment de la tourner, n'est pas en mesure de jouer : comme beaucoup de membres de l'équipe à ce moment-là, il est malade. Pour se ménager, il propose à Steven Spielberg de tirer simplement un coup de revolver sur l'assaillant. Le succès de cette courte scène auprès des membres de l’équipe est tel qu'elle est gardée au montage. Les Aventuriers de l'arche perdue sort au cinéma en 1981 et connait un grand succès. Grâce à ce rôle, l'acteur réussit à surpasser la notoriété acquise avec le personnage de Han Solo et devient une star reconnue.

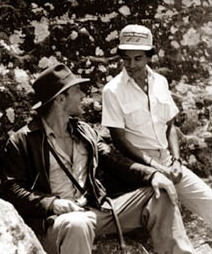
Harrison Ford et Chandran Rutnam sur le tournage d’Indiana Jones et le Temple maudit en 1983 au Sri Lanka.

En 1984 sort un deuxième film, Indiana Jones et le Temple maudit. Le pendant féminin d'Indy, après Karen Allen dans Les Aventuriers, est Kate Capshaw. C'est Harrison Ford qui, sous l'influence de Steven Spielberg, la choisit pour interpréter Willie Scott.
Durant le tournage des scènes où il est mené au palais du Maharadjah, l'acteur souffre d'une hernie discale à force de chevaucher un éléphant. Lors du combat contre un Thug dans la chambre d'Indy, cette hernie le paralyse pour de bon. Aucun soin fait sur place ne faisant effet, il est rapatrié d'urgence aux États-Unis pour y être opéré. Lors de sa convalescence, il suit un traitement à base d'enzyme de papaye. Le remède est efficace et l'acteur fait son retour au Sri Lanka au bout de trois semaines. À la suite de cela, le tournage reprend normalement. Lors de sa sortie en salle, bien que la critique trouve le film trop noir, Indiana Jones et le Temple maudit est un succès.
Le 16 mai 1988 débute le tournage du troisième opus de la série, Indiana Jones et la Dernière Croisade. Ce film dévoile notamment la relation qu'entretient Indy avec son père, avec comme toile de fond la quête du Graal. Alors que Harrison Ford revêt de nouveau son costume d'aventurier, son « rat de bibliothèque » de père est joué par Sean Connery. Cette confrontation entre père et fils permet à l'acteur d'exploiter et d'exprimer d'autres facettes de la personnalité de son personnage. Dans ce film, on peut voir Indy adolescent ; c'est Harrison Ford qui suggère un interprète : il propose à Steven Spielberg et George Lucas un jeune acteur qui avait joué son fils dans Mosquito Coast, River Phoenix. Pour justifier ce choix, il déclare : « Celui qui me ressemble le plus à cet âge, c'est River. » Sur le plateau, l'ambiance est enjouée, comme pour la séquence où Indy et son père parlent à bord du Zeppelin. Harrison Ford et Sean Connery la jouent sans pantalon, à cause de la chaleur qui règne. Harrison Ford, qui a pris l'habitude de faire une grande partie de ses cascades, se retrouve suspendu au canon d'un tank et contre une paroi en pierre, pendant que les accessoiristes lui jettent des morceaux d'argile au fur et à mesure que l'engin avance. Il doit également recommencer maintes fois une course de cheval à cause de son chapeau qui s'envole, car il est inimaginable qu'Indiana Jones perde son chapeau. Après un tournage sans problème majeur, le film sort en mai 1989 et est, comme les précédents, un succès commercial.
Un quatrième volet est évoqué dès 1994. Les emplois du temps surchargés de Ford, Lucas et Spielberg repoussent sans arrêt la mise en chantier du film. Après avoir hésité à faire ce nouvel épisode, l'acteur finit par proposer à Steven Spielberg de le faire : « Pourquoi ne pas faire un autre de ces films ? Le public est demandeur. » Il parvient à convaincre George Lucas, et le projet est lancé. C'est le 10 septembre 2007 qu'est enfin dévoilé le titre de ce nouvel opus : Indiana Jones et le Royaume du crâne de cristal. Cette fois-ci, l'action du film se déroule pendant la guerre froide, avec un Indiana Jones vieillissant. Malgré son âge avancé, l'acteur se soumet à un entraînement et à un régime très stricts pour revenir en forme. Ainsi, il peut réaliser lui-même la plupart de ses cascades. Le film est présenté le 18 mai 2008 en avant-première au festival de Cannes, dix-neuf ans après la dernière aventure. Harrison Ford n'avait pas remonté les marches du festival depuis 1989, pour Working Girl. Le box-office témoigne de l'attente suscité par le public. Avec près de 800 millions de dollars engendrés dans le monde entier, Indiana Jones et le Royaume du crâne de cristal est le plus gros succès de la série, malgré une critique mitigée.

### Blade Runner
Dans Blade Runner (1982), un film de Ridley Scott d'après le roman Les androïdes rêvent-ils de moutons électriques ? du romancier Philip K. Dick, Harrison Ford incarne Rick Deckard, un détective privé désabusé et cynique. Son interprétation y est intense tout en donnant une image vulnérable au personnage. Son ambiguïté morale est l'un des atouts du film. En effet, l'empathie qu'il manifeste lors de ses actions exécutoires envers les réplicants rappelle justement celle de ses proies.
Le premier acteur envisagé par le scénariste Hampton Fancher est Robert Mitchum. D'autres noms viennent ensuite s'ajouter à la liste des potentiels Rick Deckard comme Dustin Hoffman, Peter Falk, Al Pacino, Nick Nolte ou Burt Reynolds. Finalement, Harrison Ford est suggéré à Hampton Fancher, qui est également producteur du film. La production contacte Steven Spielberg, qui est sur le montage des Aventuriers de l'arche perdue, pour avoir des renseignements sur l'acteur. La réponse du réalisateur est sans équivoque : « C'est une grande star maintenant. » À la suite de cela, Ridley Scott part à Londres voir les épreuves de tournage du film de Spielberg et trouve Harrison Ford parfait.
La vedette est intéressée par le film, dont la lecture du premier scénario le laisse perplexe à cause de la présence d'une voix off racontant aux spectateurs ce qu'ils ne verront pas de l'investigation de Deckard. Il veut que les choses soient montrées, plutôt qu'elles ne soient racontées. Des tensions s'établissent entre le réalisateur et son interprète principal, Ridley Scott ayant tendance à se soucier plus des décors que de ses acteurs,. C'est ainsi que le personnage joué par Edward James Olmos est créé pour combler une erreur de conception : le poste de pilotage du véhicule que Harrison Ford doit piloter se trouve être trop étroit pour lui. L'idée retenue est d'embaucher un acteur plus petit pour piloter l'engin. Edward James Olmos est l'acteur qui conduit tandis que Harrison Ford est recroquevillé sur le siège passager.
Malgré les divergences, Harrison Ford s'implique tant qu'il le peut. Dans la scène où il se bat avec Daryl Hannah, il insiste pour qu'elle ne simule pas. Elle s'exécute et lui fourre les doigts dans le nez, à tel point qu'il se retrouve en sang à la fin des prises. Finalement, c'est certainement par son mal-être au moment du tournage que Harrison Ford donne une dimension dramatique à son personnage.
Après les projections tests, l'interprétation de Harrison Ford est mal accueillie par les spectateurs. En effet, son image est celle du héros sans peur et sans reproche depuis ses rôles de Han Solo et d'Indiana Jones et les fans ne le supportent pas dans le rôle d'un personnage quelque peu lâche. Pour ces raisons (et d'autres purement commerciales), les producteurs font remonter le film pour simplifier l'histoire et éliminer des thèmes parallèles. La fin est modifiée, transformant l'esprit du dénouement original.
Malgré son désaccord, l'acteur est contraint par contrat d'enregistrer la voix off qui aiguillera le spectateur dans sa compréhension du film, ce qui est un vrai supplice pour lui. Après la lecture de six versions différentes de la narration, la lassitude du travail est perceptible dans sa voix monocorde que l'on entend dans le film.
Le film sort en 1982, les critiques ne sont pas tendres et c'est un échec commercial. Le rôle complètement différent de Harrison Ford par rapport aux précédents et la noirceur du film en sont les principaux facteurs. Mais il est également éclipsé par la sortie quelques jours plus tôt de E.T., l'extra-terrestre, de Steven Spielberg.
Après le tournage de Blade Runner, il participe à celui d'E.T., l'extra-terrestre dans lequel il joue le proviseur de l'école qui convoque Elliott après le déclenchement de la rébellion en salle de classe. Dans cette scène il est filmé de dos et on ne voit pas son visage. Cette séquence est finalement coupée au montage initial et n'est pas intégrée dans la version du 20e anniversaire du film car Steven Spielberg ne veut pas apporter trop de changements à l'original, qu'il considère comme l'un de ses films « les plus parfaits ».

Progressivement, Blade Runner gagne son statut de film culte au fil des années, grâce notamment à la sortie de versions plus proches de la vision du réalisateur (director's cut). Une question reste en suspens : Rick Deckard est-il un réplicant ? Ridley Scott répond par l'affirmative alors que Harrison Ford soutient le contraire.
En 1985, sa carrière prend un nouveau tournant avec Witness de Peter Weir. Il met de côté les super productions à grand spectacle et campe le rôle de John Book, un policier chargé de la protection d'un jeune Amish. Avant le tournage, il prépare méticuleusement son rôle de policier en suivant quelque temps la brigade criminelle de Philadelphie, avec qui il effectue des patrouilles de nuit.
En 1986, il joue de nouveau pour Peter Weir dans ce qui semble être pour lui son meilleur rôle : Allie Fox dans Mosquito Coast. Il y incarne un père de famille inventeur et maniaque qui se laisse absorber par ses idéaux. Le rôle d'un de ses fils est tenu par River Phoenix, avec qui il partagera le rôle d'Indiana Jones quelques années plus tard dans Indiana Jones et la Dernière Croisade. De Mosquito Coast à À propos d'Henry, en passant par Frantic, Harrison Ford confirme son orientation prise depuis Witness avec des rôles aux caractères singuliers dans des films forts.

### Années 1990: héros d'action
En 1990, il se voit proposer le rôle de Jack Ryan pour jouer dans À la poursuite d'Octobre rouge, adaptation du roman de Tom Clancy. Préférant le rôle du commandant Marko Ramius, déjà réservé pour Sean Connery, il décline l'offre. Finalement, le rôle est obtenu par Alec Baldwin. C'est en 1992, après s'être désengagé d'un projet de la Paramount Pictures, qu'il récupère le rôle de l'agent de la CIA, laissé vacant par Alec Baldwin qui préfère jouer sur scène à Broadway. Harrison Ford interprète alors le héros de Tom Clancy dans le diptyque Jeux de guerre (1992) et Danger immédiat (1994) réalisé par Phillip Noyce. Le scénario de Jeux de guerre doit être réadapté pour le nouvel acteur car il faut passer d'un agent de 35 ans à un autre de 50. Ce premier film est l'occasion de mettre plus en avant le personnage de Jack Ryan et sa famille après un rôle secondaire dans Octobre Rouge. Harrison Ford impose un personnage vulnérable, l'opposé d'un héros d'action sans crainte et sans reproche, ce qui correspond à l'analyste de la CIA et au père de famille qu'est le personnage. Le scénario de Danger immédiat est lancé en même temps que celui de Jeux de guerre et c'est au milieu du tournage de celui-ci que le deuxième film est confirmé. Les deux films sont des succès
En 1993, entre les deux aventures de Jack Ryan, Harrison Ford redonne un coup de fouet à sa carrière en tournant dans Le Fugitif de Andrew Davis, adaptation de la série télévisée homonyme. Il y incarne le docteur Richard Kimble, accusé à tort du meurtre de sa femme. Une traque impitoyable, engagée par un marshal, mène Richard Kimble jusqu'à Chicago où il va tout faire pour prouver son innocence. Ford y change d’apparence pour les scènes d'avant son échappée, et y campe un homme décidé à faire éclater un scandale lié à un laboratoire pharmaceutique.
En 1995, il reprend dans le Sabrina de Sydney Pollack le rôle de Linus Larrabee, initialement tenu par Humphrey Bogart dans le film original de Billy Wilder. Après une année sans tourner, Ennemis rapprochés sort sur les écrans en 1997. Harrison Ford y partage la vedette avec Brad Pitt, dont la carrière commence réellement à prendre de l'envergure.

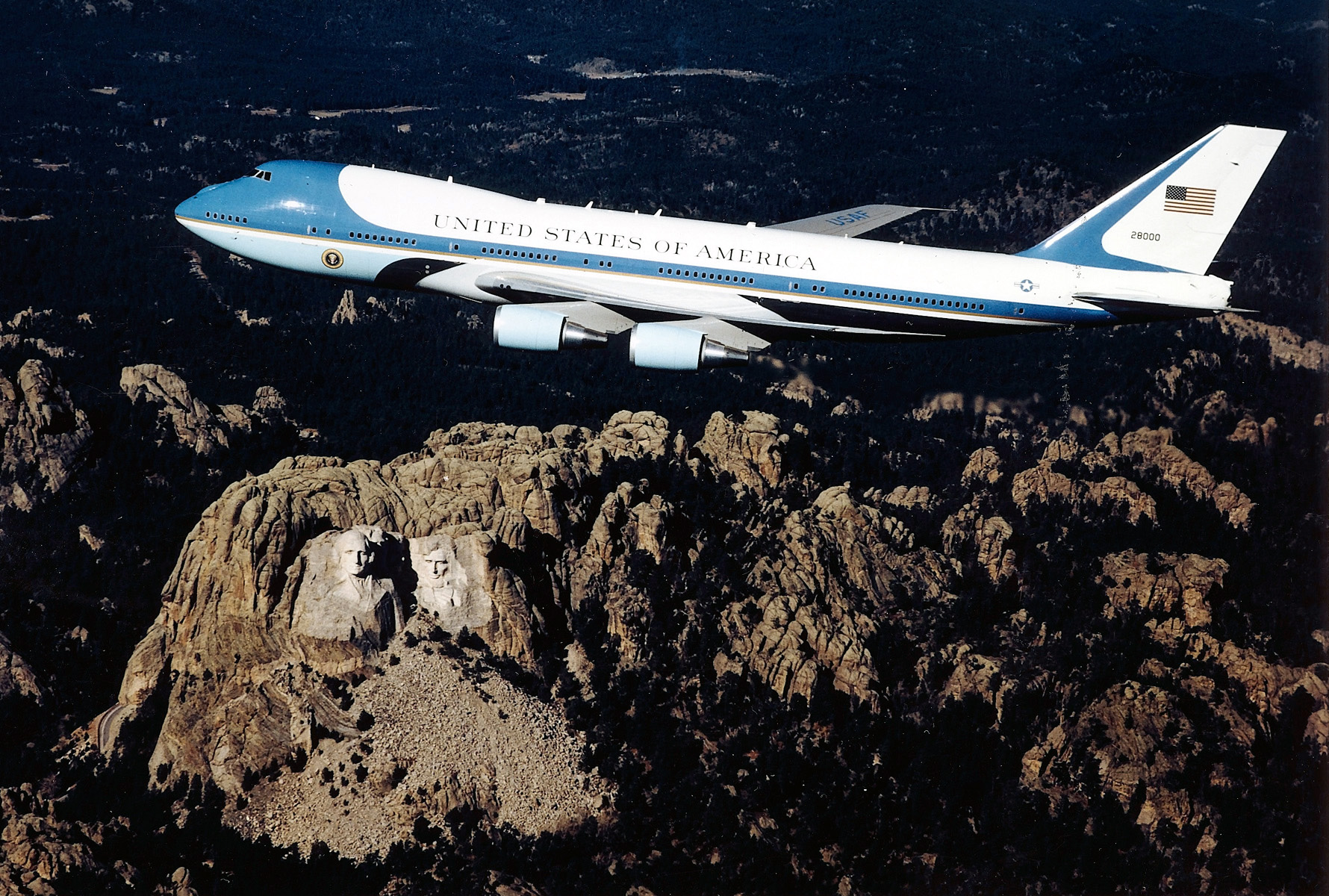
Dans Air Force One, Harrison Ford incarne un président des États-Unis faisant face à un commando terroriste ayant pris le contrôle de l'avion présidentiel Air Force One.

Cette même année sort Air Force One, réalisé par Wolfgang Petersen. Le scénario est écrit pour Kevin Costner, celui-ci n'étant pas disponible quand le film est prêt à être lancé. C'est lui qui suggère à la production le nom de Harrison Ford pour le remplacer. Une fois l'affaire entendue, Wolfgang Petersen propose Gary Oldman à son interprète principal, pour jouer le terroriste qui détourne Air Force One. Pour le rôle de la vice-présidente, le réalisateur veut dès le début Glenn Close, mais il redoute un refus pour ce petit rôle. Harrison Ford, étant du même avis que lui pour l'attribution de ce rôle, se charge lui-même de le proposer à l'intéressée. C'est lors d'un dîner de charité dans le Wyoming, où ils habitent tous les deux, que l'acteur fait la proposition à Glenn Close. À ce dîner se trouve également Bill Clinton, qui apprécie l'idée d'une femme vice-présidente. C'est avec les encouragements du président que l'actrice accepte le rôle. Bill Clinton, très enthousiaste à propos du film, invite une petite partie de l'équipe du film, dont le réalisateur et Harrison Ford, à bord du véritable avion présidentiel afin de faire des repérages pour la reconstitution intérieure de l'avion pour le film. Pour sa scène de discours au début du film, Harrison Ford doit apprendre un texte en russe, une langue qu'il ne connait pas, bien que ses grands-parents maternels soient originaires de Minsk. Les seules scènes qu'il partage avec Glenn Close sont des dialogues au téléphone ; généralement c'est un assistant qui donne la réplique au téléphone à l'acteur. Ford fait le déplacement pour le faire lui-même et ainsi donner une meilleure base de travail à l'actrice. En contraste avec la tonalité du film, le tournage se déroule dans une ambiance enjouée, au point que l'équipe surnomme le film « Air Force Fun ». Dans les scènes de bagarre, qu'il considère comme ses meilleures, l'acteur n'est pas doublé par un cascadeur. Dans la scène où il est pour la première fois face au terroriste joué par Gary Oldman, celui-ci lui assène un coup au visage. Harrison Ford insiste pour qu'il ne simule pas le coup porté. Le lendemain de cette scène, qui a nécessité treize prises (donc treize coups au visage), Harrison Ford arrive sur le plateau avec le visage marqué, obligeant Wolfgang Petersen à le filmer d'un angle permettant de cacher les séquelles. Le film met en scène le président des États-Unis, ancien soldat de la guerre du Viêt Nam et distingué par la Médaille d'honneur, faisant face à un commando terroriste russe qui détourne Air Force One. Habituellement, dans les thrillers ou les films d'action, le Président est le personnage protégé mais dans Air Force One il se change en « homme d'action », ce qui donne un aspect pro-américain au film. Après un tournage de 75 jours, le film sort lors de la période estivale et profite de son statut de blockbuster pour rencontrer un gros succès sur le sol américain.
L'été 1998 voit le retour de l'acteur dans une comédie avec Six jours, sept nuits d'Ivan Reitman, où il interprète un pilote d'avion bougon. Dans le film suivant, L'Ombre d'un soupçon de Sydney Pollack, il interprète un sergent de police qui enquête sur les circonstances de la mort de sa femme lors d'un accident aérien et découvre qu'elle était accompagnée d'un homme. Son enquête le mène jusqu'à l'épouse de ce dernier (jouée par Kristin Scott Thomas) avec qui une relation forte et particulière s'installe.

### Années 2000: échecs successifs
Harrison Ford est choisi par Robert Zemeckis pour jouer dans son prochain film. Le concept très différent des autres films auxquels il a pu participer l'attire, ainsi que le soin apporté à la construction du scénario et l'originalité de son personnage. Apparences sort sur les écrans en 2000 et la vedette dévoile une nouvelle facette de son jeu d'acteur en incarnant l'un de ses rares rôles de « méchants », loin du héros des films d'actions habituels pour lui. Il tient le rôle de Norman Spencer et sa femme est interprétée par Michelle Pfeiffer ; celle-ci est prise de visions qui compromettent la tranquillité du couple. Ce thriller fantastique, qui est un hommage au cinéma d'Alfred Hitchcock, rencontre un très grand succès et permet à Harrison Ford de retrouver les sommets du box-office.
Durant cette même période, il refuse plusieurs rôles dans des films à succès tels que Traffic, En pleine tempête ou encore The Patriot. Pour ce dernier, son choix est motivé par la violence montrée et notamment un infanticide.

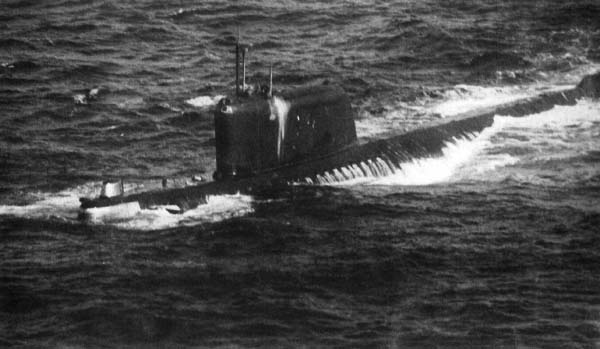
Le sous-marin soviétique K-19, décor principal du film mettant en scène son équipage qui fait face à une fuite de réacteur.

Il faut attendre deux années avant de le revoir sur le grand écran. K-19 : Le Piège des profondeurs sort en 2002 et est réalisé par Kathryn Bigelow. Pour ce film, en plus d'être l'interprète principal, il s'essaie en tant que producteur délégué et prend sa fonction très à cœur en s'impliquant dans le développement de l'histoire et tous les autres aspects de la production. Le film, qui relate un fait historique durant la guerre froide, lui offre l'un de ses meilleurs rôles. Il interprète Nikolaï Zateïev (Alexeï Vostrikov, dans le film), le commandant du sous-marin nucléaire russe K-19, dont la prise de fonction semble contestable. Prenant la place de commandant au capitaine Mikhail Polenin (Liam Neeson), qui se retrouve second, il apparaît comme un personnage antipathique, dont l'attitude contraste avec celle de son acolyte qui est plus proche de ses hommes. Puis il se retrouve confronté au regard de son équipage à la suite d'une fuite de réacteur et son comportement dans cette circonstance le transforme en personnage héroïque. Le film, malgré le grand soin apporté à la production, est le plus gros échec de Harrison Ford depuis qu'il est en haut de l'affiche.

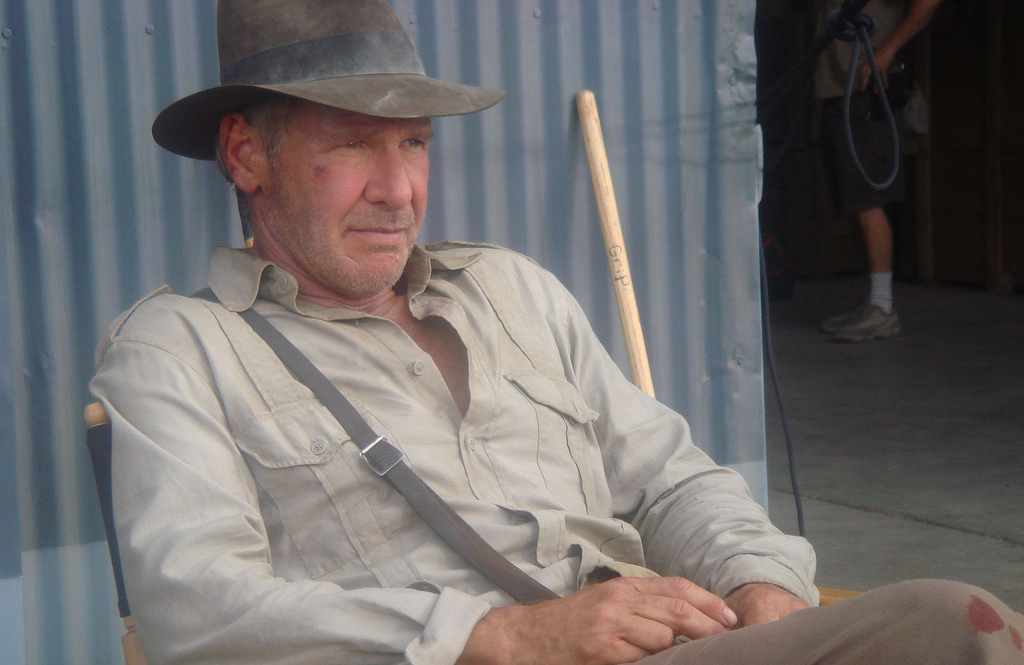
Harrison Ford lors du tournage d’Indiana Jones et le Royaume du crâne de cristal en 2008.

Harrison Ford est ensuite pressenti pour interpréter le rôle de Bob Barnes dans Syriana (finalement joué par George Clooney, qui remporte un Oscar pour ce rôle), qu'il refuse. Une décision qu'il regrette après coup. Suivent deux autres désillusions pour l'acteur. D'abord avec la comédie Hollywood Homicide, où il joue les vieux flics aux côtés de Josh Hartnett, qui ne rapporte que les deux tiers de son budget, puis avec Firewall qui est très mal accueilli par les critiques, malgré le retour aux rôles de héros ordinaires qui ont fait son succès. C'est finalement en retrouvant le personnage d'Indiana Jones dans Le Royaume du crâne de cristal, qu'Harrison Ford retrouve le sommet du box-office.
En 2009, il partage avec Ray Liotta et Ashley Judd la vedette du drame Droit de passage, écrit et réalisé par Wayne Kramer. Tourné en 2007, le film met en avant l'histoire de personnes étrangères qui vivent illégalement sur le sol américain. Harrison Ford joue Max Brogan, un agent expérimenté de la brigade de l'immigration qui tente d'aider une jeune mère mexicaine sur le point d'être expulsée. Malheureusement, le film est très mal perçu par la critique.
En 2010, il partage l'affiche du mélodrame Mesures exceptionnelles avec Brendan Fraser, et y officie aussi en tant que producteur exécutif. Le film est un nouvel échec critique, mais aussi commercial. La même année, il accepte un rôle secondaire, celui d'une vedette de la télévision vieillissante, dans la comédie Morning Glory, de Roger Michell, menée par Rachel McAdams, et produite par J. J. Abrams.

### Années 2010: retour auxblockbusters

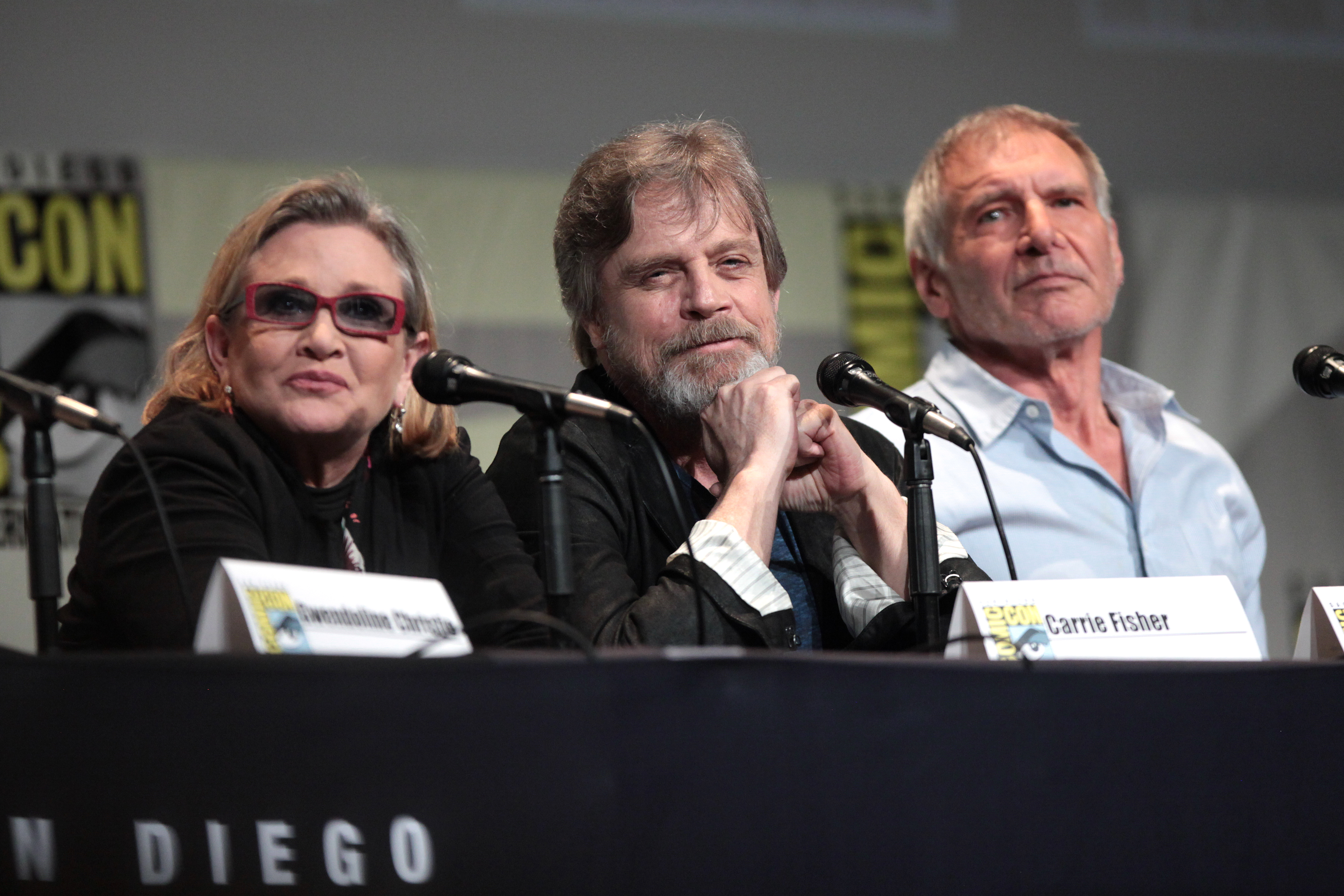
L'acteur avec Carrie Fisher et Mark Hamill au San Diego Comic-Con 2015 pour la promotion de Star Wars, épisode VII : Le Réveil de la Force.

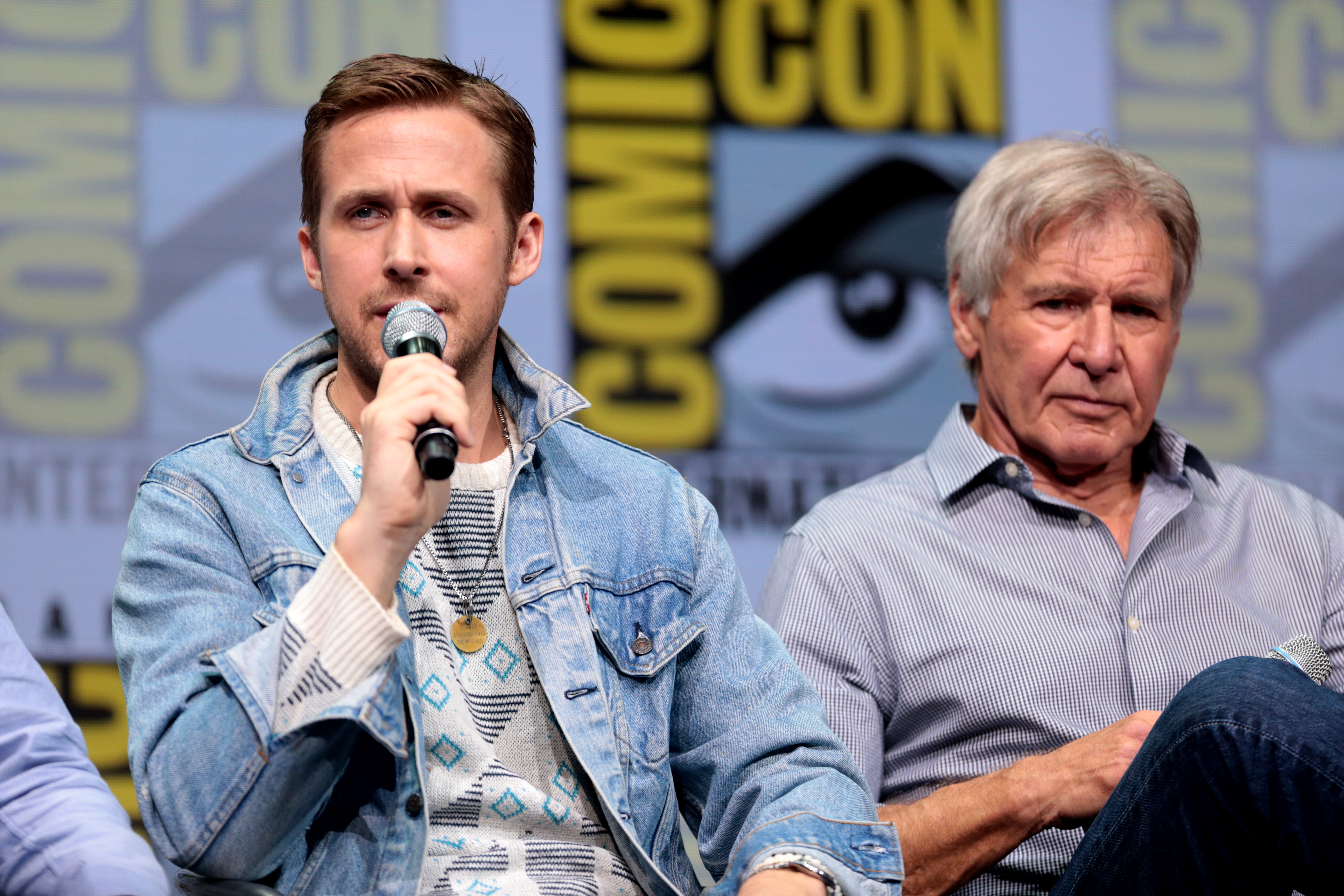
Puis avec Ryan Gosling à l'édition 2017, cette fois pour Blade Runner 2049.

Les années suivantes lui permettent de revenir vers des blockbusters : il est d'abord l'une des têtes d'affiche du western de science-fiction Cowboys et Envahisseurs avec Daniel Craig, sous la direction de Jon Favreau et les conseils de Steven Spielberg en tant que producteur. C'est un long-métrage tout juste rentable étrillé et mal noté par la critique.
Il n'a pas plus de chance en 2013 avec La Stratégie Ender, blockbuster de science-fiction réalisé par Gavin Hood, qui n'est guère plus rentable que son précédent film. La même année, le techno-thriller Paranoia, de Robert Luketic, est un très gros échec critique, et passe complètement inaperçu en salles. C'est dans un rôle secondaire qu'il finit par se remarquer cette même année : celui d'un vieux propriétaire de club de baseball, dans le drame historique sportif 42, de Brian Helgeland, qui est très bien reçu par la critique.
En 2014, il fait partie des vieux « briscards » réunis par Sylvester Stallone pour le film d'action Expendables 3. Le long-métrage est ensuite sélectionné hors compétition lors du 67e Festival de Cannes. L'année suivante, il retrouve son rôle de Han Solo dans Star Wars, épisode VII : Le Réveil de la Force.
En 2017, il joue aux côtés de Ryan Gosling dans Blade Runner 2049 où il reprend le rôle de Rick Deckard, trente-cinq ans après le premier opus. En juillet 2018, il est annoncé pour jouer dans la nouvelle adaptation de L'appel de la Forêt de Jack London le rôle de John Thornton, un chercheur d’or.
En 2019, il prête sa voix à Rico, un berger gallois, dans le film d'animation Comme des bêtes 2. Le film rapporte plus de 400 millions de dollars, malgré des critiques mitigées,,.

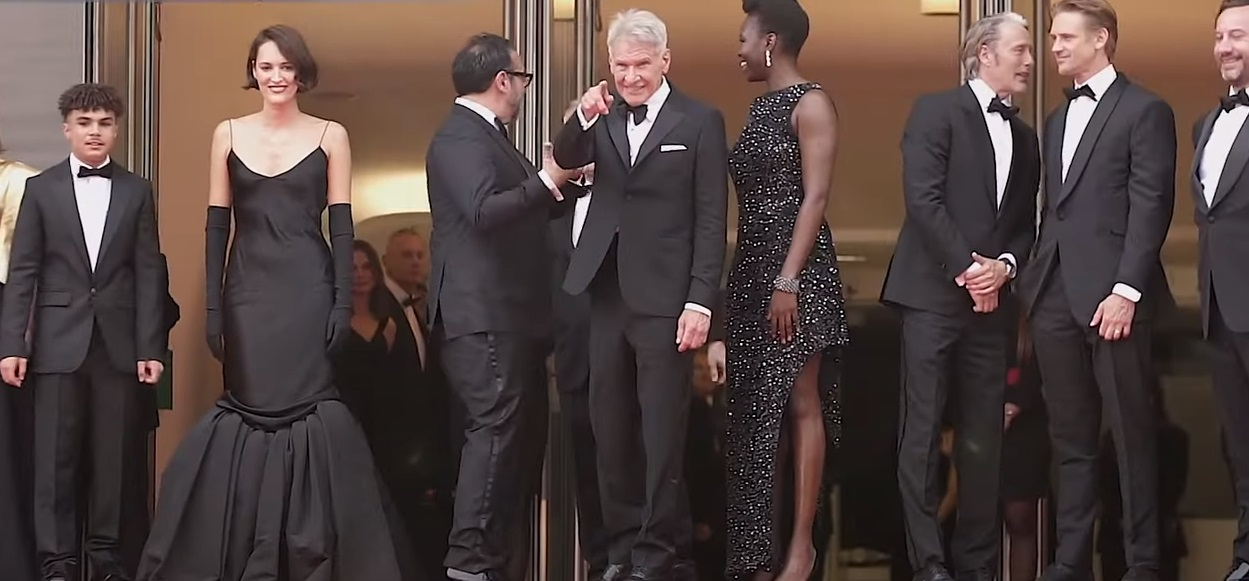
Ethann Isidore, Phoebe Waller-Bridge, James Mangold, Harrison Ford, Shaunette Renée Wilson, Mads Mikkelsen, Boyd Holbrook lors de la montée des marches de l'équipe au festival de Cannes 2023.

Le 1er janvier 2016, Robert Iger, confirme la mise en production d'un cinquième volet de la franchise Indiana Jones. Le retour de Ford est confirmé le 15 mars de la même année. Également annoncé de retour le même jour, Steven Spielberg délaisse finalement la réalisation en février 2020, la laissant à James Mangold qui est confirmé quelques mois plus tard,. Titré Indiana Jones et le Cadran de la destinée, présenté hors compétition au festival de Cannes 2023, le film sort le 30 juin 2023.

### Années 2020: retour aux séries télévisées
La fin d'année 2022 marque le retour d'Harrison Ford sur le petit écran. Ainsi, il partage avec Helen Mirren l’affiche de la série western 1923, créée par Taylor Sheridan. Diffusée sur la plateforme Paramount+, la série est une préquelle de la série Yellowstone. Parallèlement, il joue à partir de janvier 2023 le rôle du psychiatre Paul Rhodes dans la mini-série Shrinking, portée par Jason Segel et diffusée sur la plateforme Apple TV+.

### Projets
En octobre 2022, Ford est annoncé à la distribution du film Captain America: Brave New World, 34e film de l'univers cinématographique Marvel. Annoncé dans le rôle de « Thunderbolt » Ross, il succède au comédien William Hurt, mort en 2022, qui tenait le rôle entre 2008 et 2021.

## Travail d'acteur

### L'acteur vu par lui-même

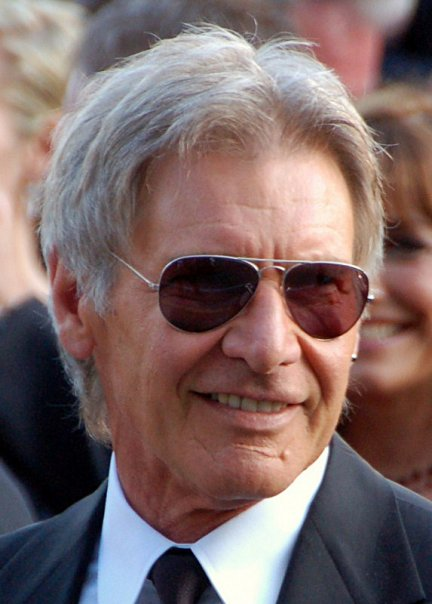
Harrison Ford au Festival de Cannes 2008.

Le métier d'acteur n’est d'après lui rien de plus qu'un « boulot » qui n'a pas vocation de rendre le spectateur heureux mais plutôt de l'aider à devenir plus altruiste. Contrairement à ses débuts où il reproche aux producteurs de ne pas le laisser assez s'exprimer, il se qualifie de « serviteur de l'histoire » et il interprète ce qu'on lui dit. Il ne se considère pas comme une star mais comme quelqu'un qui a eu beaucoup de chance en début de carrière et encore plus pour être toujours en haut de l'affiche, ce qui n'est pas l'avis du réalisateur Mike Nichols qui le considère comme la « Ferrari des acteurs ».

« J'ai eu une chance inouïe. Le Harrison de La Guerre des étoiles a eu une sacrée veine de s'être trouvé un emploi, et le « vieux » Ford a de la chance d'avoir duré si longtemps. »

— Harrison Ford contre Harrison Ford.

### L'acteur vu par la critique
Le rôle dans Star Wars permet à Harrison Ford d'accéder au-devant de la scène. Pour ce film, la critique est enthousiaste pour son interprétation rafraîchissante de Han Solo qui mêle sarcasme et humour. Pour certains, il réussit à rendre son personnage comme le plus cohérent du film. Le choix de ses films fait l'unanimité, car malgré des scénarios ou des interprétations loin d'être innovantes, il semble comprendre ce que le public recherche au cinéma.
Son faible nombre de nominations aux Oscars du cinéma reflète cette tendance à privilégier le spectacle plutôt qu'une grande performance d'acteur. Après Indiana Jones, les journalistes spécialisés commencent à douter de ses capacités à jouer autre chose qu'un héros digne des bandes dessinées, mais il réussit à sortir de cette image stéréotypée avec Witness, qui lui vaut d'ailleurs sa seule nomination aux Oscars. Dans Mosquito Coast, il confirme cette nouvelle trajectoire prise dans sa carrière avec une prestation « géniale ». Après des interprétations « bouleversantes » dans À propos d'Henry et Présumé innocent, son rôle de prisonnier en cavale dans Le Fugitif conquiert tout le monde. Sa prestation d'un homme ordinaire traqué sans relâche est qualifiée de « formidable » tant ses expressions émotionnelles et physionomiques sont justes.
Les années passent et l'accumulation des rôles de « Boy Scout » sans peur et sans reproche semble le discréditer. Il s'essaye à la comédie avec Six jours, sept nuits mais son rôle d'aventurier bougon ne convient plus à une personne de son âge (56 ans au moment du film).
Son changement de registre pour Apparences est salvateur. Il est très convaincant en « méchant ». Son rôle dans Firewall est moyennement accueilli. Son jeu est juste mais le personnage vieillissant au cœur d'un film d'action donne l'impression amère de déjà-vu. Avant l'avant-première d'Indiana Jones et le Royaume du crâne de cristal au Festival de Cannes, la critique est plutôt enthousiaste de retrouver sur grand écran l'aventurier, surtout ceux qui ont grandi avec lui. La performance de Harrison Ford en vieux baroudeur n'est pas remise en cause à l'inverse du film qui est parfois « accusé » de suffisance par rapport aux anciens opus,,.

### Salaires et cachets
Au début de sa carrière, Harrison Ford est sous contrat avec la Columbia Pictures qui lui verse un salaire hebdomadaire fixe. C'est ainsi qu'il gagne 150 dollars par semaine en 1966 et 1967, période durant laquelle il fait ses premières apparitions au cinéma dans Un truand, Luv et La Poursuite des tuniques bleues. En 1973, il perçoit 600 dollars pour jouer Bob Falfa, son premier rôle notable, dans American Graffiti de George Lucas.
Pour son rôle de Han Solo dans Star Wars, épisode IV : Un nouvel espoir, il signe un contrat qui lui permet de gagner mille dollars hebdomadaire ainsi que mille dollars supplémentaires par semaine de tournage en Angleterre. À cela s'ajoute un pourcentage sur les revenus du film accordé par George Lucas. En 1983, Harrison Ford touche un salaire de 500 000 dollars pour reprendre son rôle dans Le Retour du Jedi.
En 1990, pour Présumé innocent d'Alan J. Pakula, l'acteur négocie un contrat qui lui permet de gagner douze millions et demi de dollars. En acceptant le rôle de Jack Ryan, Harrison Ford obtient au total un salaire de dix millions de dollars pour jouer dans deux films (neuf millions pour Jeux de guerre et un million pour Danger immédiat).
Avec de grands succès commerciaux tel que la saga Indiana Jones et Le Fugitif, qui le relance, Harrison Ford est l'un des acteurs les plus bankables du cinéma hollywoodien et donc l'un des mieux payés. C'est avec cette réputation qu'il négocie un salaire de quinze millions de dollars pour Sabrina puis de vingt millions de dollars pour Ennemis rapprochés, Air Force One, Six jours, sept nuits, L'Ombre d'un soupçon et Apparences. Avec K-19 : Le Piège des profondeurs, il atteint même un salaire de 25 millions de dollars ainsi qu'une participation au bénéfice en tant que producteur délégué à hauteur de 20 %.
Pour reprendre son rôle d'Indiana Jones dans Indiana Jones et le Royaume du crâne de cristal, l'acteur accepte, comme George Lucas et Steven Spielberg, de ne pas recevoir de salaire en échange d'un intéressement sur les recettes du films qui ont atteint plus de 780 millions de dollars dans le monde entier. Pour reprendre son rôle de Han Solo dans Star Wars, épisode VII : Le Réveil de la Force (2015), il aurait eu un cachet de 25 millions de dollars, auxquels peuvent s'ajouter près de 9 millions (un pourcentage sur les recettes du film), ainsi que 1,5 million de compensation pour sa blessure lors du tournage.

## Activités publiques et engagements

### Engagement pour l'environnement

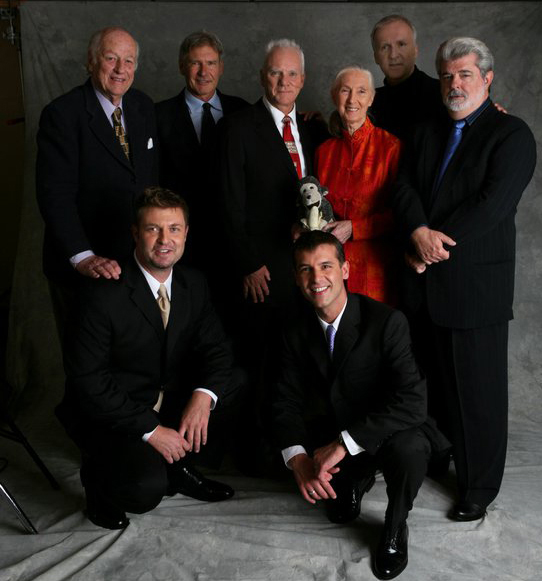
Lancement du « Jules Verne Festival » à Los Angeles, le 6 octobre 2006.
De gauche à droite : Ray Harryhausen, Harrison Ford, Malcolm McDowell, Jane Goodall, James Cameron et George Lucas. Au premier plan, Jean-Christophe Jeauffre et Frédéric Dieudonné.

Dès son adolescence, Harrison Ford côtoie la nature de près en assistant de temps à autre un garde forestier. Et c'est en achetant son ranch à Jackson, dans le Wyoming, qu'il décide de se consacrer à la préservation de l'environnement. Il cède ainsi près de la moitié de ses terres au Jackson Hole Land Trust à des fins de conservation de la nature.
Harrison Ford siège au conseil d'administration de la Conservation International depuis 1991, et il est l'un des « gardiens volants » de la Riverkeeper, une organisation dont le but est d'identifier et de poursuivre en justice les pollueurs du fleuve Hudson. En 2003, il reçoit le « prix Lindbergh » pour ses patrouilles en hélicoptère au-dessus du fleuve.
Le 6 octobre 2006, il est honoré du « Jules Verne Spirit of Nature Award » remis par l'association Jules Verne Aventures, pour son engagement pour la protection de l'environnement. En avril 2008, dans un spot publicitaire, il s'épile le torse avec de la cire pour dénoncer symboliquement la déforestation des forêts tropicales,.
Son action écologique est aussi récompensée par diverses distinctions, dont le
« Prix mondial du citoyen écologique » de la Faculté de médecine de Harvard ou le « Prix mondial d’écologie » du Centre international pour l’écologie tropicale, mais la récompense la plus insolite reste le baptême d'une fourmi native du Honduras et de Belize, sous le nom de Pheidole harrisonfordi, et d'une araignée californienne, Calponia harrisonfordi, une reconnaissance de ses efforts en faveur du Musée américain d'histoire naturelle.

### Convictions politiques
Comme ses parents, Harrison Ford est un démocrate de longue date. En 2003, il condamne publiquement la guerre d'Irak et appelle à un changement de gouvernement aux États-Unis. Il accuse Hollywood de produire trop de films violents. Il est également pour un plus grand contrôle des armes à feu dans le pays.
L'acteur s'oppose à la réélection du gouverneur de Californie, Gray Davis, mais avertit que le remplacer par Arnold Schwarzenegger serait une erreur.
En 2007 pour l’Action de grâce, lui et Calista Flockhart se joignent à Kirk Douglas pour servir des repas chauds aux sans-abris de Los Angeles. Cette action permet de rappeler que Los Angeles est la ville qui compte le plus de sans-abris aux États-Unis.
Depuis des années, Harrison Ford soutient également la cause des Tibétains et de leur chef spirituel, le Dalaï-lama. Le 7 septembre 1995, il intervient au Congrès des États-Unis pour témoigner de son expérience du Tibet. Ford et son épouse Melissa Mathison ont soutenu le Tibet, et à l'instar d'autres célébrités d'Hollywood se virent interdits d'entrer en Chine. En 2007, il matérialise de nouveau ce soutien en étant le narrateur du documentaire Dalai Lama Renaissance. Ce film témoigne de la rencontre du Dalaï-lama avec des penseurs occidentaux à Dharamsala. Ils abordent ensemble les questions de savoir comment changer le monde et comment résoudre ses problèmes.

### Archéologie

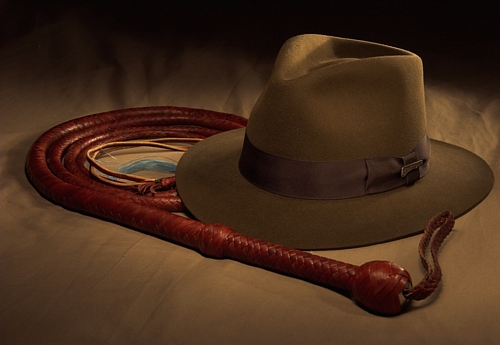
Le chapeau et le fouet sont deux des accessoires distinctifs d'Indiana Jones.

Après avoir joué l'archéologue au cinéma, Harrison Ford soutient ensuite le travail des archéologues professionnels. Depuis 2008, il siège au conseil d'administration de l'Institut archéologique américain (AIA) en tant qu'administrateur général. Sa nomination est due, d'après le président de l'AIA, « à son rôle significatif qui a stimulé l'intérêt du public pour les explorations archéologiques ». À la suite de son intégration à l'organisation, l'acteur déclare que « la connaissance est pouvoir et que comprendre le passé nous aide à faire le présent et le futur ».

Cependant, cette nomination suscite la polémique au sein de la profession. Oscar Muscarella, ancien conservateur du Metropolitan Museum of Art et pourfendeur du trafic d'antiquités, estime que l'image d'Indiana Jones, et donc de Harrison Ford, est l'inverse de ce qu'est un vrai archéologue. En faisant référence à l'intervention du président de l'AIA, il déclare qu'« Indiana Jones est l'antithèse de l'archéologue. Il a en fait joué un rôle en stimulant les destructeurs de sites et les pilleurs qui approvisionnent les musées en antiquités ».

### Aviation

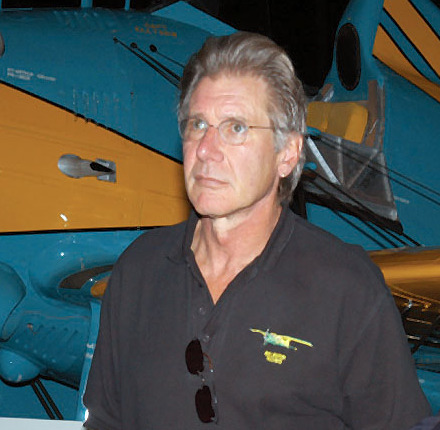
Harrison Ford au Air Force Museum en 2003.

Harrison Ford commence à prendre des cours de pilotage dans les années 1960. Il vole sur un biplan TriPacer, mais le prix de onze dollars de l'heure est trop élevé pour qu'il puisse continuer l'apprentissage. Son intérêt pour le pilotage renaît au milieu des années 1990 quand il achète un Grumman Gulfstream II. Il demande alors à un pilote expérimenté, Terry Bender, de lui donner de nouvelles leçons de pilotage. Les leçons commencent sur un Cessna 182, pour ensuite passer sur un Cessna 206. Il obtient finalement son brevet de pilotage en 1996 et étend, par la suite, sa pratique au pilotage d'hydravions et d'hélicoptères.
Dans le cadre de sa participation à des interventions d'urgence avec les autorités locales, il secourt un randonneur isolé souffrant de déshydratation. Il aide également le service de secours du comté de Teton pour d'autres sauvetages en montagne.
Le 23 octobre 1999, Harrison Ford est victime d'un crash en hélicoptère lors d'un vol d'entraînement de routine au-dessus du lac Piru, près de Santa Clarita en Californie. Lors d'une tentative d'autorotation, il perd de l'altitude et percute violemment le sol. Ni lui, ni son instructeur ne sont gravement blessés. Quand, lors de son émission de télévision, James Lipton demande à Harrison Ford ce qui s'est passé, celui-ci répond simplement : « Je l'ai cassé ». Le 5 mars 2015, il est a nouveau victime d'un crash, cette fois avec un avion monoplan biplace sur un terrain de golf près de Los Angeles : il s'en sort avec quelques blessures légères,.
En mars 2004, Harrison Ford devient le président des Young Eagles, un programme de l'Experimental Aircraft Association qui consiste à initier les enfants à l'aviation. Il est invité par le vice-président de la EAA à remplacer Chuck Yeager, parti à la retraite. Depuis sa première participation au programme en 2001, Harrison Ford a accompagné plus de 250 enfants.

## Vie privée

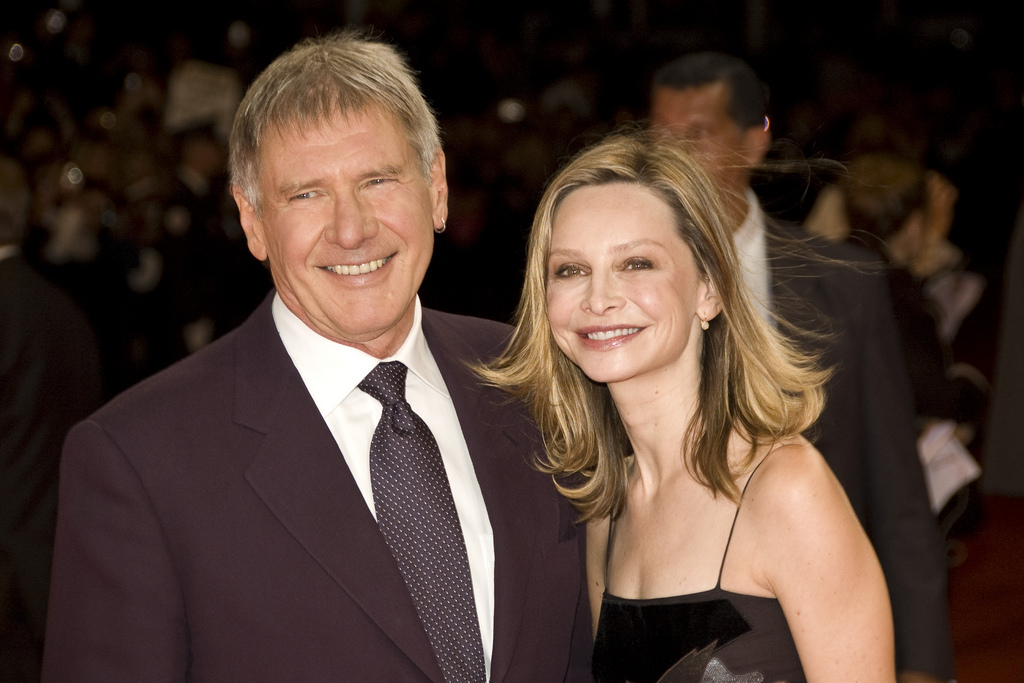
Harrison Ford et sa troisième épouse, l'actrice Calista Flockhart, ici au Festival du cinéma américain de Deauville 2009.

Le 18 juin 1964, Harrison Ford épouse Mary Marquardt. Ensemble ils ont deux garçons : Benjamin, né le 22 septembre 1967 et Willard, né le 14 mai 1969. En 1976, pendant le tournage de Star Wars, il a une relation extra-conjugale pendant trois mois avec Carrie Fisher. Harrison Ford et Mary Marquardt divorcent en 1979. Atteinte ultérieurement de sclérose en plaques, Mary est soutenue psychologiquement et financièrement par l'acteur. Il lui achète une maison et prend en charge son traitement et tous les frais médicaux qui lui sont nécessaires.
Le 14 mars 1983, il épouse la scénariste Melissa Mathison (1950-2015) avec laquelle il a un fils, Malcolm, né le 10 mars 1987, et une fille, Georgia, née le 30 juin 1990. Ils divorcent après plus de 20 ans de mariage, le 6 janvier 2004. Ce divorce est l'un des plus coûteux de Hollywood.
Après plusieurs années de vie commune, Harrison Ford se marie avec l'actrice Calista Flockhart le 15 juin 2010. Ensemble, ils élèvent leur garçon, prénommé Liam, que l'actrice a adopté le 1er janvier 2001.

## Filmographie

### Cinéma

#### Années 1960
- 1966 : Un truand (Dead Heat on a Merry-Go-Round) de Bernard Girard : un groom (non crédité)[169]
- 1967 : Luv de Clive Donner : un hippie (non crédité)[170]
- 1967 : La Poursuite des tuniques bleues (A Time for Killing) de Phil Karlson : le lieutenant Shaffer (crédité sous le nom de Harrison J. Ford)
- 1968 : La Brigade des cow-boys (Journey to Shiloh) de William Hale : Willie Bill Bearden

#### Années 1970
- 1970 : Zabriskie Point de Michelangelo Antonioni : un employé de l'aéroport (coupé au montage) (non crédité)[171]
- 1970 : Campus (Getting Straight) de Richard Rush : Jake
- 1973 : American Graffiti de George Lucas : Bob Falfa
- 1974 : Conversation secrète (The Conversation) de Francis Ford Coppola : Martin Stett
- 1977 : Star Wars, épisode IV : Un nouvel espoir (Star Wars - Episode IV : A New Hope) de George Lucas : Han Solo
- 1977 : Héros (Heroes) de Jeremy Kagan : Ken Boyd
- 1978 : L'ouragan vient de Navarone (Force 10 from Navarone) de Guy Hamilton : Mike Barnsby
- 1979 : Apocalypse Now de Francis Ford Coppola : le colonel Lucas
- 1979 : Guerre et Passion (Hanover Street) de Peter Hyams : David Halloran
- 1979 : Le Rabbin au Far West (The Frisco Kid) de Robert Aldrich : Tommy
- 1979 : American Graffiti, la suite (More American Graffiti) de Bill L. Norton : Bob Falfa (non crédité)[172]

#### Années 1980
- 1980 : Star Wars, épisode V : L'Empire contre-attaque (Star Wars - Episode V : The Empire Strikes Back) d'Irvin Kershner : Han Solo
- 1981 : Les Aventuriers de l'arche perdue (Raiders of the Lost Ark) de Steven Spielberg : Indiana Jones
- 1982 : Blade Runner de Ridley Scott : Rick Deckard
- 1982 : E.T., l'extra-terrestre (E.T. the Extra-Terrestrial) de Steven Spielberg : Le directeur de l'école (non crédité - scène coupée)
- 1983 : Star Wars, épisode VI : Le Retour du Jedi (Star Wars - Episode VI : Return of the Jedi) de Richard Marquand : Han Solo
- 1984 : Indiana Jones et le Temple maudit (Indiana Jones and the Temple of Doom) de Steven Spielberg : Indiana Jones
- 1985 : Witness de Peter Weir : John Book
- 1986 : Mosquito Coast (The Mosquito Coast) de Peter Weir : Allie Fox
- 1988 : Frantic de Roman Polanski : le docteur Richard Walker
- 1988 : Working Girl de Mike Nichols : Jack Trainer
- 1989 : Indiana Jones et la Dernière Croisade (Indiana Jones and the Last Crusade) de Steven Spielberg : Indiana Jones

#### Années 1990
- 1990 : Présumé innocent (Presumed Innocent) d'Alan J. Pakula : Rusty Sabich
- 1991 : À propos d'Henry (Regarding Henry) de Mike Nichols : Henry Turner
- 1992 : Jeux de guerre (Patriot Games) de Phillip Noyce : Jack Ryan
- 1993 : Le Fugitif (The Fugitive) d'Andrew Davis : le docteur Richard Kimble
- 1994 : Jimmy Hollywood de Barry Levinson : lui-même (non crédité)[173]
- 1994 : Danger immédiat (Clear and Present Danger) de Phillip Noyce : Jack Ryan
- 1995 : Sabrina de Sydney Pollack : Linus Larrabee
- 1997 : Ennemis rapprochés (The Devil's Own) d'Alan J. Pakula : Tom O'Meara
- 1997 : Air Force One de Wolfgang Petersen : le président Marshall
- 1998 : Six jours, sept nuits (Six Days, Seven Nights) d'Ivan Reitman : Quinn Harris
- 1999 : L'Ombre d'un soupçon (Random Hearts) de Sydney Pollack : William Van Den Broeck

#### Années 2000
- 2000 : Apparences (What Lies Beneath) de Robert Zemeckis : Norman Spencer
- 2002 : K-19 : Le Piège des profondeurs (K-19: The Widowmaker) de Kathryn Bigelow : Alexei Vostrikov
- 2003 : Hollywood Homicide de Ron Shelton : Joe Gavilan
- 2004 : Star Wars : L'Empire des rêves de Kevin Burns : Han Solo (documentaire)
- 2006 : Firewall de Richard Loncraine : Jack Stanfield
- 2008 : Indiana Jones et le Royaume du crâne de cristal (Indiana Jones and the Kingdom of the Crystal Skull) de Steven Spielberg : Indiana Jones
- 2009 : Droit de passage (Crossing Over) de Wayne Kramer : Max Brogan
- 2009 : Brüno de Larry Charles : lui-même

#### Années 2010
- 2010 : Mesures exceptionnelles (Extraordinary Measures) de Tom Vaughan : le docteur Robert Stonehill
- 2010 : Morning Glory de Roger Michell : Mike Pomeroy
- 2011 : Cowboys et Envahisseurs (Cowboys and Aliens) de Jon Favreau : le colonel Woodrow Dolarhyde
- 2013 : 42 de Brian Helgeland : Branch Rickey
- 2013 : Paranoia de Robert Luketic : Jock Goddard
- 2013 : La Stratégie Ender (Ender's Game) de Gavin Hood : le colonel Hyrum Graff
- 2013 : Légendes vivantes (Anchorman 2: The Legend Continues) de Adam McKay : Mack Tannen
- 2014 : Expendables 3 (The Expendables 3) de Patrick Hughes : Max Drummer
- 2015 : Adaline (The Age of Adaline) de Lee Toland Krieger : William Jones
- 2015 : Star Wars, épisode VII : Le Réveil de la Force (Star Wars Episode VII: The Force Awakens) de J. J. Abrams : Han Solo
- 2017 : Blade Runner 2049 de Denis Villeneuve : Rick Deckard
- 2019 : Comme des bêtes 2 (The Secret Life of Pets 2) de Chris Renaud : Rooster (voix)
- 2019 : Star Wars, épisode IX : L'Ascension de Skywalker (Star Wars Episode IX: The Rise of Skywalker) de J. J. Abrams : Han Solo

#### Années 2020
- 2020 : L'Appel de la forêt (The Call of the Wild), de Chris Sanders : John Thornton
- 2023 : Indiana Jones et le Cadran de la destinée (Indiana Jones and the Dial of Destiny) de James Mangold : Indiana Jones
- 2025 : Captain America: Brave New World, de Julius Onah : Président Thaddeus « Thunderbolt » Ross

### Télévision

#### Téléfilms
- 1970 : The Intruders de William A. Graham : Carl
- 1975 : Judgment: The Court Martial of Lieutenant William Calley de Lee Bernhardi et Stanley Kramer : Frank Crowder
- 1976 : Dynasty de Lee Philips : Mark Blackwood
- 1977 : Les Envoûtés (The Possessed) de Jerry Thorpe : Paul Winjam
- 1978 : Au temps de la guerre des étoiles (The Star Wars Holiday Special) de Steve Binder : Han Solo

#### Séries télévisées
- 1967 : Le Virginien (The Virginian) saison 5, épisode 19, The Modoc Kid : Cullen Tindall
- 1967 : Le Virginien (The Virginian) saison 6, épisode 9, A Bad Place to Die : un jeune éleveur
- 1967 : L'Homme de fer (Ironside) saison 1, épisode 13, L'Heure perdue (The Past Is Prologue) : Tom Stowe
- 1968 : La Nouvelle Équipe (The Mod Squad) saison 1, épisode 1, The Teeth of the Barracuda : un policier sur la plage (non crédité)[174]
- 1969 : My Friend Tony saison 1, épisode 6, The Hazing
- 1969 : Sur la piste du crime (The F.B.I.) saison 4, épisode 18, Caesar's Wife : Glen Reverson
- 1969 : Sur la piste du crime (The F.B.I.) saison 5, épisode 11, Scapegoat : Everett Giles
- 1969 : Love, American Style saison 1, épisode 9, Love and the Former Marriage : Roger Crane
- 1971 : Dan August saison 1, épisode 22, The Manufactured Man : Hewett
- 1972 : Gunsmoke saison 18, épisode 11, The Sodbusters : Print
- 1973 : Gunsmoke saison 18, épisode 20, Whelan's Men : Hobey
- 1974 : Kung Fu saison 2, épisode 18, Le Serment (Crossties) : Harrison
- 1974 : Petrocelli saison 1, épisode 4, Edge of Evil : Tom Brannigan
- 1993 : Les Aventures du jeune Indiana Jones (The Young Indiana Jones Chronicles) saison 2, épisodes 5 et 6, Le Mystère du blues (Young Indiana Jones and the Mystery of the Blues) : Indiana Jones âgé de 50 ans
- depuis 2022 : 1923 (série TV) : Jacob Dutton
- 2023 : Shrinking : Dr. Paul Rhodes

## Distinctions

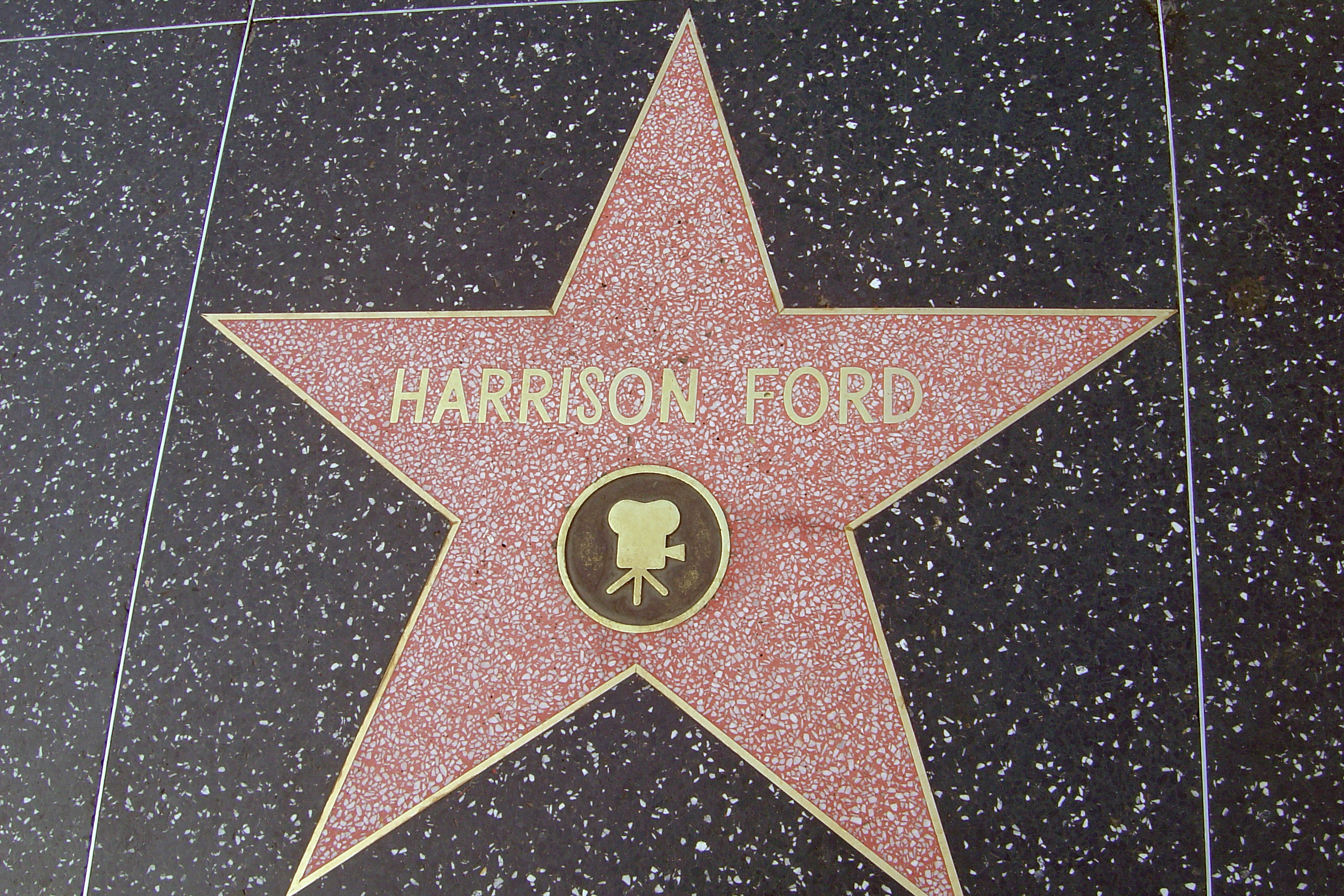
L'étoile d’Harrison Ford sur le Hollywood Walk of Fame de Hollywood Boulevard.

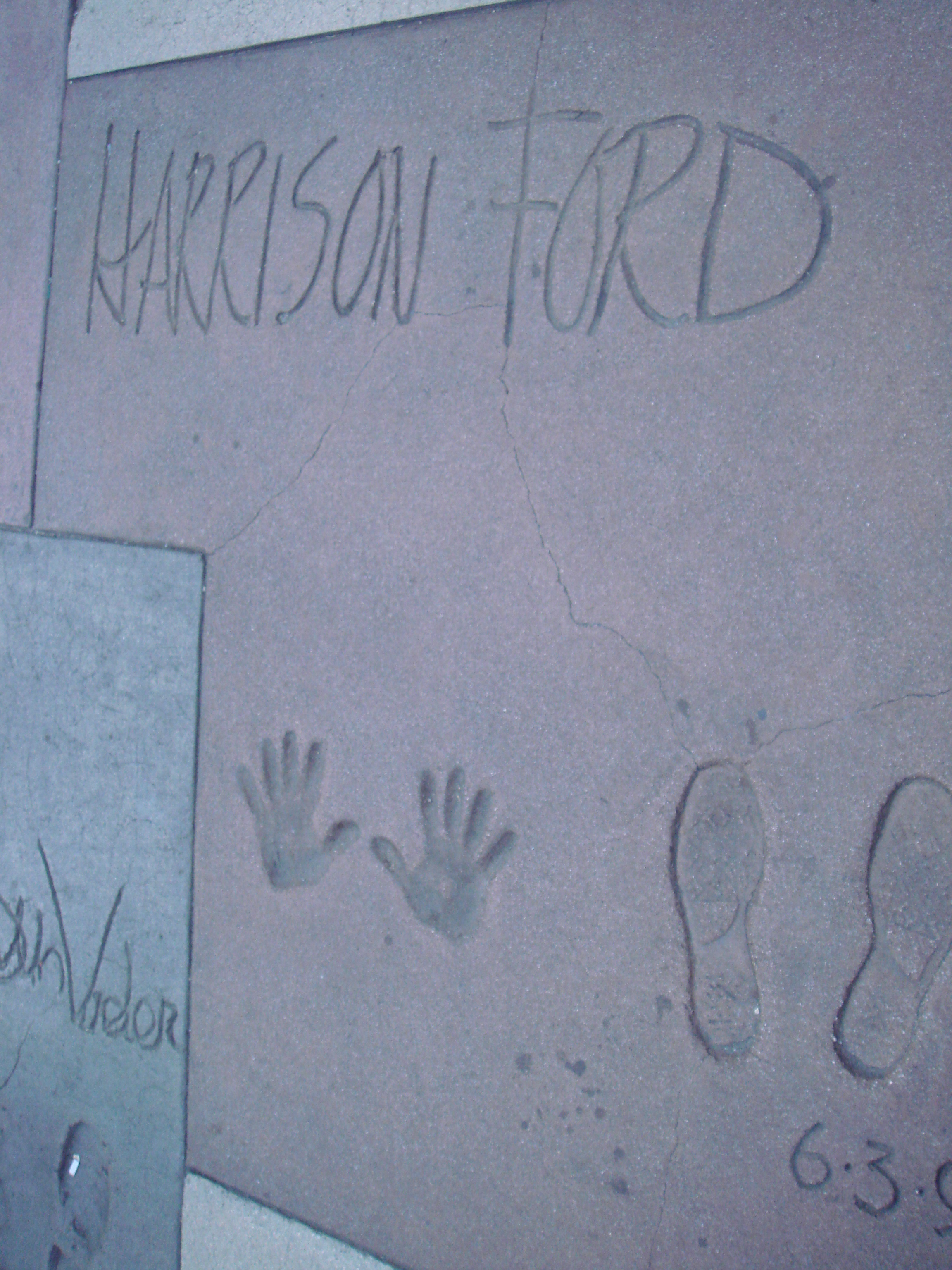
Empreintes de Harrison Ford dans le ciment du Grauman's Chinese Theatre.

Malgré de nombreux succès publics avec les sagas Star Wars et Indiana Jones, Harrison Ford obtient plus difficilement la reconnaissance de ses pairs. En effet, il n'a à son actif qu'une seule nomination à l'Oscar du meilleur acteur, obtenue pour son rôle dans Witness. C'est au fil des années que l'industrie cinématographique souligne finalement son apport à la profession avec notamment trois nominations aux Golden Globes et sa consécration en tant que « star du siècle du box-office » par l'Association nationale des propriétaires de salles de spectacle en 1994. En 2002, il est honoré du Cecil B. DeMille Award pour l'ensemble de sa carrière précédant ainsi son obtention d'une étoile sur le Hollywood Walk of Fame au 6801 Hollywood Boulevard le 30 mai 2003. Avant cela, le 4 juin 1992, il avait eu l'honneur de laisser ses empreintes dans le ciment du Grauman's Chinese Theatre, une tradition pour les vedettes hollywoodiennes. En 1998, à 56 ans, il est élu l'homme vivant « le plus sexy du monde » par le magazine américain People.
En plus des distinctions personnelles qu'il a reçues, six des films auxquels il a participé figurent au National Film Registry (American Graffiti, Apocalypse Now, Blade Runner, Conversation secrète, Les Aventuriers de l'arche perdue et Star Wars, épisode IV : Un nouvel espoir) et cinq sont classés dans le « top 100 » de l'American Film Institute (La Guerre des étoiles, Apocalypse Now, Les Aventuriers de l'arche perdue, American Graffiti et Blade Runner). Toujours dans les classements établis par l'American Film Institute, deux des personnages qu'il a interprétés, Indiana Jones (classé deuxième) et Han Solo (classé quatorzième), figurent dans le « top 50 » des plus grands héros du cinéma.
Note : sauf mention contraire, les informations ci-dessous sont issues de la page Awards d'Harrison Ford sur l'Internet Movie Database. Ici sont listés les principaux prix.

### Récompenses
- Saturn Awards 1982 : Meilleur acteur pour Les Aventuriers de l'arche perdue
- 1985 : Kansas City Film Critics Circle Awards du meilleur acteur pour Witness
- 1994 : Blockbuster Entertainment Awards de l'acteur de film d'action préféré pour Le Fugitif
- 1994 : MTV Movie & TV Awards du meilleur duo à l'écran pour Le Fugitif partagé avec Tommy Lee Jones.
- ShoWest Convention 1994 : Star du siècle au box-office
- 1995 : Blockbuster Entertainment Awards de l’acteur de film d'action préféré et de l’acteur de film d'action préféré (vidéo) pour Danger immédiat
- Hasty Pudding Theatricals 1996 : Homme de l'année
- Saturn Awards 1996 : prix pour l'ensemble de sa carrière
- Bambi 1997 : du meilleur acteur de film d'action pour Air Force One
- People's Choice Awards 1998 : Acteur de film préféré pour Air Force One
- Blockbuster Entertainment Awards 1999 : Acteur de comédie préféré pour Six jours, sept nuits
- People's Choice Awards 1999 : Star préférée de tous les temps
- American Film Institute Life Achievement Awards 2000 : Lauréat du Prix pour l'ensemble de sa carrière.
- People's Choice Awards 2000 : Acteur de film préféré.
- Blockbuster Entertainment Awards 2001 : Acteur de suspense préféré pour Apparences
- Golden Globes 2002 : Cecil B. DeMille Award.
- Taurus World Stunt Awards 2003 : Lauréat du Prix d'honneur Taurus.
- Young Hollywood Awards 2003 : Lauréat du Prix Role Model.
- César 2010 : César d'honneur pour l'ensemble de sa carrière.
- Saturn Awards 2016 : Meilleur acteur pour Star Wars, épisode VII : Le Réveil de la Force
- Festival de Cannes 2023 : Palme d'honneur.
- Saturn Awards 2023 : Meilleur acteur pour Indiana Jones et le Cadran de la destinée

### Nominations

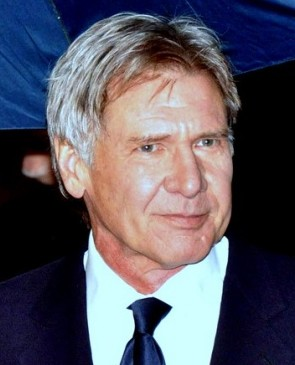
Harrison Ford lors de la 35e cérémonie des César en 2010.

- Golden Apple Awards 1982 : Lauréat du Prix Sour Apple.
- Saturn Awards 1985 : Meilleur acteur pour dans un film d'aventure pour Indiana Jones et le Temple maudit
- BAFTA Awards 1986 : Meilleur acteur pour Witness
- Golden Globes 1986 : Meilleur acteur pour Witness
- Oscars 1986 : Meilleur acteur pour Witness
- Golden Globes 1987 : Meilleur acteur pour Mosquito Coast
- Saturn Awards 1991 : Meilleur acteur dans un film d'aventure pour Indiana Jones et la Dernière Croisade.
- Golden Globes 1994 : Meilleur acteur pour Le Fugitif
- MTV Movie & TV Awards 1994 : Meilleure interprétation masculine dans un thriller pour Le Fugitif
- Golden Globes 1996 : Meilleur acteur dans un film musical ou une comédie pour Sabrina
- Blockbuster Entertainment Awards 1998 : Acteur de film d'action préféré pour Air Force One
- MTV Movie Awards 1998 : Meilleure bagarre dans un thriller d'action pour Air Force One partagé avec Gary Oldman
- Blockbuster Entertainment Awards 1999 : Acteur de film d'action préféré en vidéo pour Air Force One
- Teen Choice Awards 2008 : Meilleur acteur de film d'action et d'aventures pour Indiana Jones et le Royaume du crâne de cristal
- Golden Globes 2025 : Meilleur acteur dans un second rôle dans une série, une mini-série ou un téléfilm pour Shrinking

## Voix francophones
En version française, Richard Darbois est la voix régulière d'Harrison Ford depuis Blade Runner en 1982. Il le double notamment dans Indiana Jones et la Dernière Croisade et sa suite, Le Fugitif, Présumé Innocent, Ennemis rapprochés ainsi que dans Le Réveil de la Force et L'Ascension de Skywalker (troisième trilogie de Star Wars,). Auparavant, Francis Lax, a été la première voix la plus fréquente d'Harrison Ford dans quelques-uns de ses premiers grands rôles (notamment celui de Han Solo dans la première trilogie de Star Wars composée de La Guerre des étoiles, L'Empire contre-attaque et Le Retour du Jedi ainsi que pour le deuxième volet d’Indiana Jones et le Temple maudit). Occasionnellement, Claude Giraud l'a aussi doublé à trois reprises (Guerre et Passion, Indiana Jones et les Aventuriers de l'Arche perdue et pour la série Les Aventures du jeune Indiana Jones,) et Yves-Marie Maurin est sa voix pour le rôle de Bob Falfa lors de la duologie American Graffiti et sa suite. À titre exceptionnel, il a aussi été doublé par Bernard Tiphaine dans Campus, Mario Santini pour la série télévisée Kung Fu, Daniel Gall pour le premier doublage du film Conversation secrète, Jean Roche pour le téléfilm Les Envoûtés, François Leccia dans L'ouragan vient de Navarone, Bernard Woringer dans la première version du film Apocalypse Now, Michel Creton dans Le Rabbin au Far West et Jean Barney dans Mosquito Coast, qu'il retrouvera en 2023 dans Shrinking.
Lors d'éditions spéciales sorties en DVD, le film La Guerre des étoiles a été retravaillé avec l'ajout de scènes supplémentaires doublées par Bruno Carna et Gabriel Le Doze, le film Apocalypse Now a connu un nouveau montage le rallongeant de 49 minutes nommé Apocalypse Now Redux comprenant un nouveau doublage effectué par Alain Courrivaud et le film Conversation secrète a bénéficié d'un deuxième doublage où Lionel Tua lui prête sa voix. Lors du film Frantic, Harrison Ford s'exprime dans sa propre langue sans aucun doublage. Son personnage, un médecin américain venu à Paris pour y assister à un congrès, se heurte à la barrière linguistique.
En version québécoise, le doublage local n'étant effectif que depuis les années 1990, Ronald France lui a prêté sa voix durant six films (dont Blade Runner, Présumé Innocent, Le Fugitif, La Rage au cœur, Air Force One, Six jours, sept nuits, etc.). À partir de 1999, Mario Desmarais lui succède et devient la voix québécoise régulière de Harrison Ford (dont Les Hasards du cœur, Droit de passage, Paranoïa, Blade Runner 2049, etc.). Exceptionnellement, Alain Zouvi lui prête sa voix pour le film Indiana Jones et le Royaume du crâne de cristal.
Versions françaises
- Richard Darbois dans Blade Runner, Indiana Jones et la Dernière Croisade, Présumé Innocent, Le Fugitif, Ennemis rapprochés (ainsi que dans la troisième trilogie de Star Wars[185],[184]), etc.
- Francis Lax dans la première trilogie de Star Wars, Indiana Jones et le Temple maudit[185],[184], etc.
- Claude Giraud[185],[184] dans Guerre et Passion, Les Aventuriers de l'Arche perdue et la série Les Aventures du jeune Indiana Jones
- Yves-Marie Maurin pour la duologie American Graffiti et American Graffiti, la suite[186],[184]

Versions québécoises
Note : La liste indique les titres québécois.
- Mario Desmarais dans Les Hasards du cœur, Droit de passage, Paranoïa, Expendables 3, Blade Runner 2049[187], etc.
- Ronald France dans Blade Runner (director's cut), Présumé Innocent, Le Fugitif, La Rage au cœur, Air Force One[187], etc.

### Articles
- Olivier Assayas, « Critique de L'Empire contre-attaque », Cahiers du cinéma, no 316,‎ octobre 1980
- Michel Sineux, « Critique de Witness », Positif, no 293,‎ juillet 1985
- (en) Bowker Staff, Variety's Film Reviews 1985-1986, Garland Pub., 1988 (ISBN 0835227995)
- « Critique de Le Fugitif », Première, no 198,‎ septembre 1993
- « Blade Runner : Dans les coulisses du film-culte de Ridley Scott », SFX, Cinéma et Effets speciaux, no 11,‎ décembre 1993
- Maurice Arina, « Harrison Ford contre Harrison Ford », Première, no 241,‎ avril 1997
- (en) Dale Pollock, Skywalking, Da Capo Press, 1999, 332 p. (ISBN 0306809044)
- (en) Dana White, George Lucas, Twenty-First Century Books, 1999, 128 p. (ISBN 0822549751)
- (en) Lee Pfeiffer et Michael Lewis, The Films of Harrison Ford, Kensington Publishing Corporation, 2002, 259 p. (ISBN 0806523646)
- (en) Pierre Pittiloni, « Blade Runner », Dixième Planète, no 19,‎ octobre/novembre 2002 (lire en ligne)
- (en) Brad Duke, Harrison Ford: The Films, McFarland, 2005, 333 p. (ISBN 0786420162)
- (en) Norbert B. Laufenberg, Entertainment Celebrities, Trafford Publishing, 2005, 888 p. (ISBN 1412053358)
- (en) Ivy Press, Heritage Vintage Movie Posters, Heritage Capital Corporation, 2005 (ISBN 1599670046)
- (en) Massimo Gihaldi, Enrico Lancia et Fabio Melelli, The Best of Hollywood, Gremese Editore, 2006, 206 p. (ISBN 8873016227)
- Thomas Leroux, Les 100 films de l'histoire du cinéma, Studyrama, 2006, 211 p. (ISBN 284472826X)
- J.W., « Critique de Firewall », L'Express Mag, no 2857,‎ avril 2006
- (en) Laurence Caracalla, Harrison Ford, Silverback Books, 2007, 116 p. (ISBN 2752802471)
- (en) Kathi Jackson, Steven Spielberg, a Biography, Greenwood Publishing Group, 2007, 143 p. (ISBN 0313337969)
- (en) Barbara Karg, Rick Sutherland et Lucie Cave, The World's Stupidest Celebrities, Adams Media Corporation, 2007, 221 p. (ISBN 1598695959)
- (en) Barbara Karg, Jim Van Over et Rick Sutherland, The Everything Filmmaking Book, Everything Books, 2007, 305 p. (ISBN 1598690922)
- (en) Gary Dowell, Kim Jones, Don Mangus et James L. Halperin, Ivy Press, Heritage Music & Entertainment Memorabilia Auction, Heritage Capital Corporation, 2007, 305 p. (ISBN 1599671247)
- O.B., « Critique de Indiana Jones et le Royaume du crâne de cristal », TéléCinéObs, no 2273,‎ mai 2008
- Aurélien Ferenczi, « Critique de Indiana Jones et le Royaume du crâne de cristal », Télérama, no 3046,‎ 31 mai - 6 juin 2008
- Cédric Delelée, « Critique de Indiana Jones et le Royaume du crâne de cristal », Mad Movies, no 209,‎ juin 2008